# St. Stephanus (Bockum-Hövel)
Die seit dem 6. Dezember 1985 denkmalgeschützte St.-Stephanus-Kirche ist der älteste und traditionsreichste Sakralbau der katholischen Kirche im Ortsteil Bockum, Teil des Stadtbezirks Bockum-Hövel der Großstadt Hamm. Der heutige Kirchbau wurde in den Jahren von 1905 bis 1907 errichtet, nachdem Bockumer Bürger die zu klein gewordene frühere Kirche heimlich zum Einsturz gebracht hatten, um den denkmalschutzrechtlichen Bestimmungen zu entgehen, die den Erhalt des alten Kirchgebäudes vorsahen.

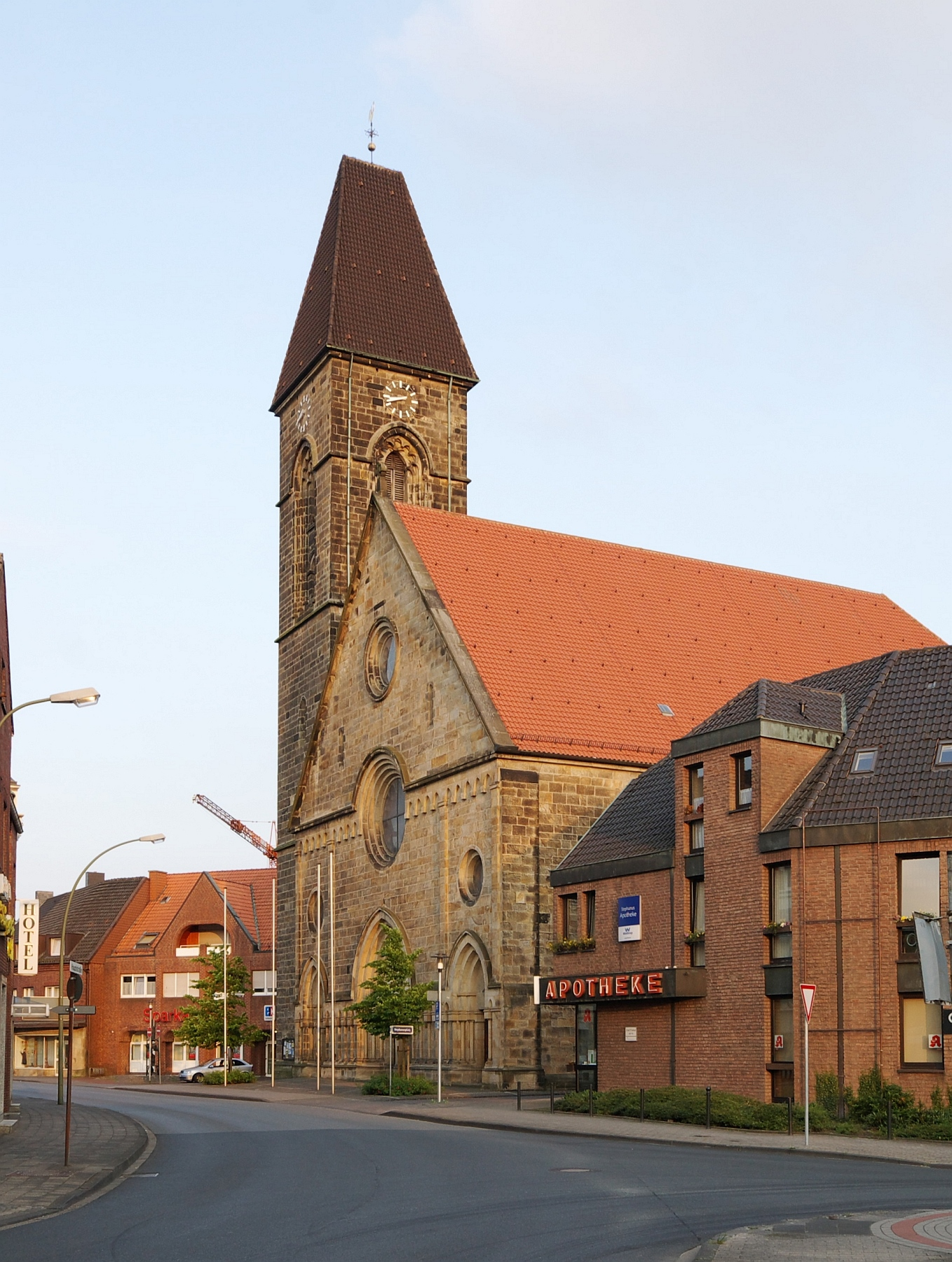
St. Stephanus

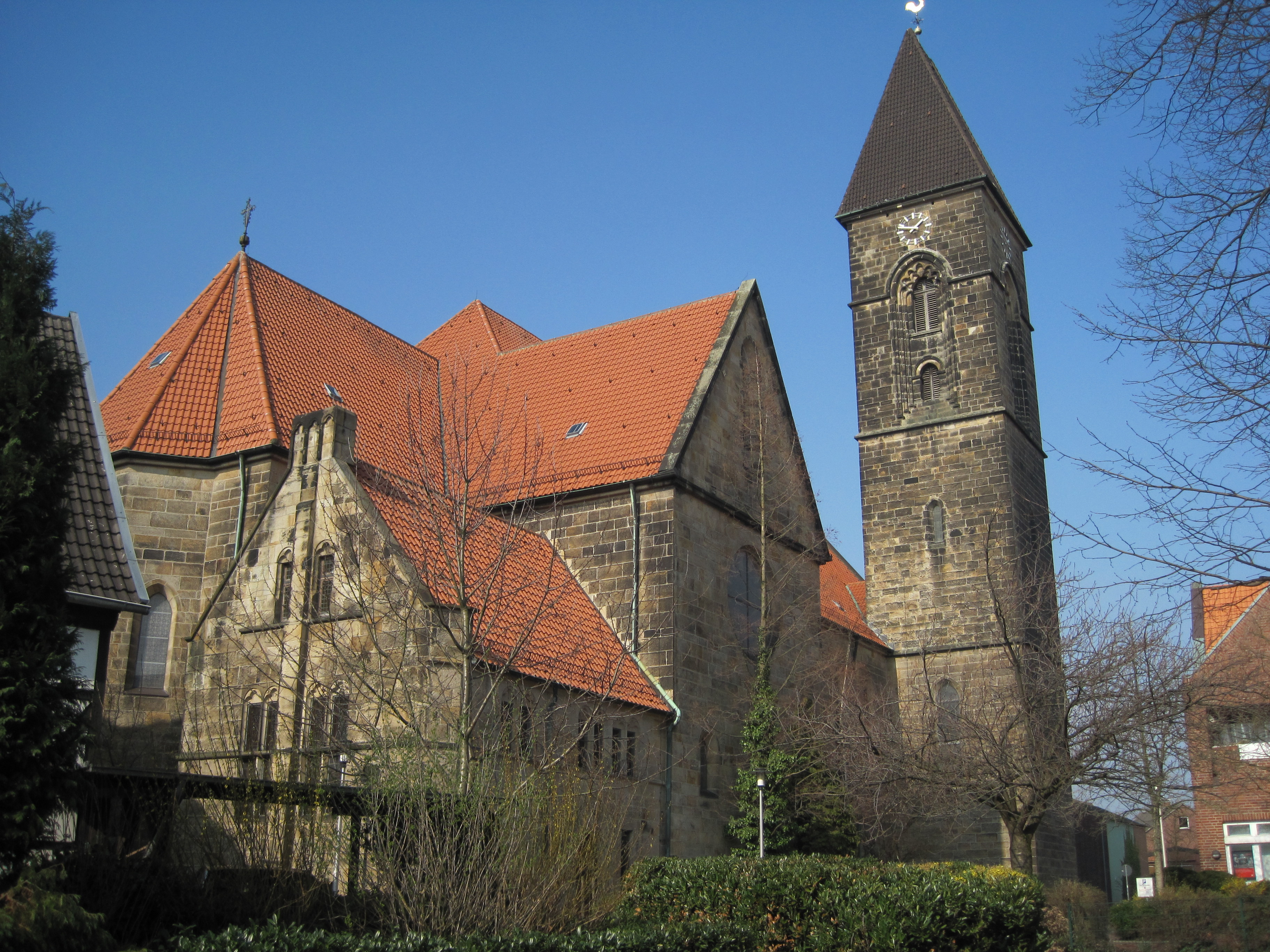
St. Stephanus

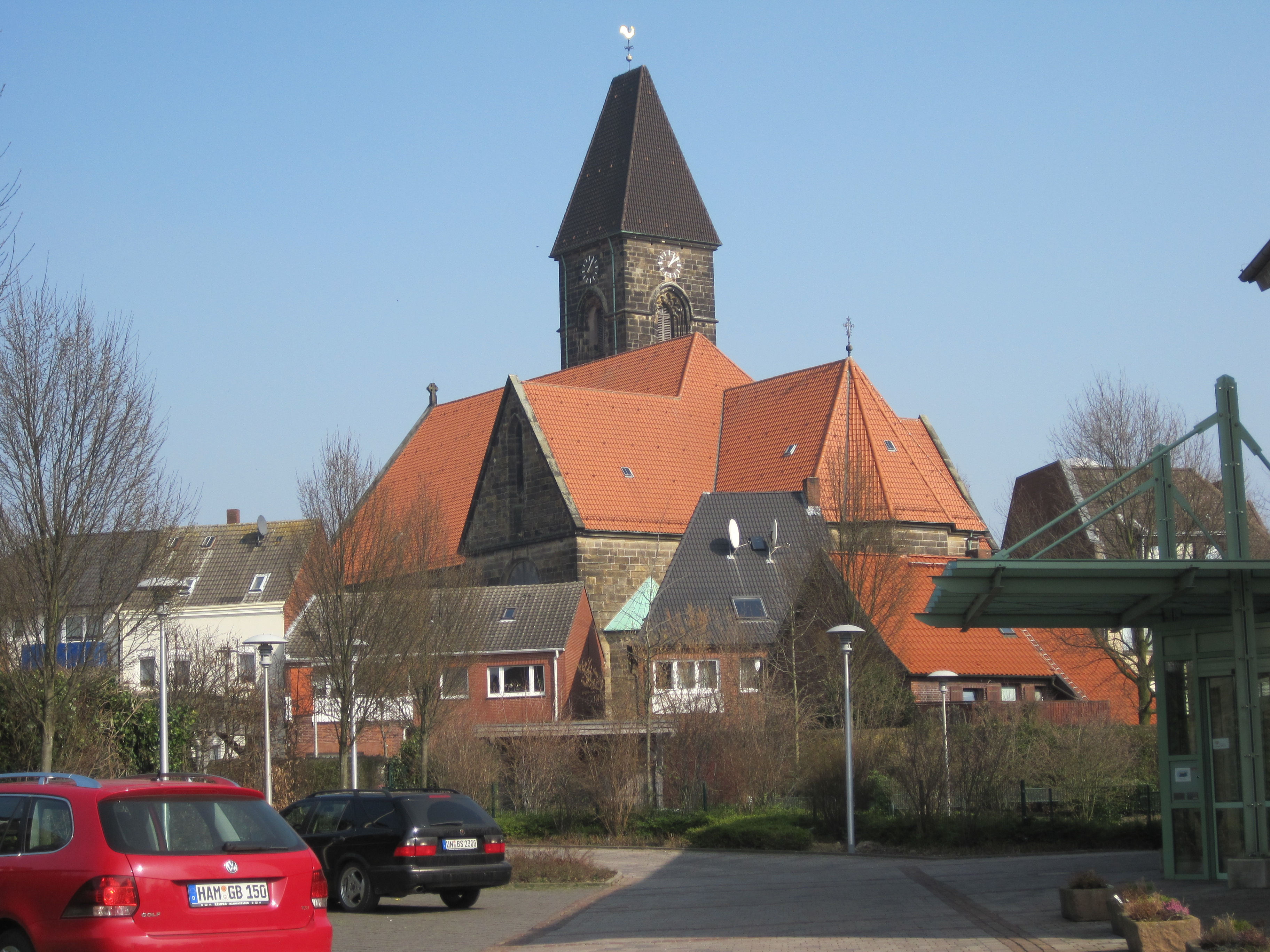
St. Stephanus

## Geschichte

### Gründung der Kirche durch das Bistum Münster
Bereits im 8. und 9. Jahrhundert lagen auf der Bockumer Höhe Höfe sächsischer Bauern. Die zugehörige Bauerschaft wurde Buokheim, auch Bockhem (Buchenheim) genannt. Dieser Name wird, teils in weiter abgewandelter Form, in vielen Urkunden erwähnt. Das Zentrum Bockums bildete in dieser Zeit der Oberhof „Buokheim“ mit den ihm angegliederten Gehöften. Er gehörte ursprünglich zum bischöflichen Haupthof Werne. Dieser hatte schon in früher Zeit eine Kirche, die durch den Heiligen Ludgerus persönlich geweiht worden sein soll. Wahrscheinlich ist, dass es auch in Bockum seit dem 10. Jahrhundert eine dem Domkapitel Münster gehörende Eigenkirche gab, auch wenn diese erst 1092 ausdrückliche urkundliche Erwähnung findet. Neben dem Oberhof in Bockum zählten die Oberhöfe Hugenpfahl in Stockum und Beckedorf in Horst, wo es jeweils Kapellen gab, zu dem Haupthof zu Werne. Obwohl Bockum später von Werne abgepfarrt und 1227 durch einen kleinen Teil der Urpfarre Ahlen vergrößert wurde, liegt das Patronatsrecht für die dortige Kirche noch immer beim Besitzer Beckedorfs. Die Kirche der Pfarre Bochem (1081–1105) stand gemäß der Urkunde von 1090 als domkapitularische Eigenkirche auf dem Oberhof. Fürstbischof Hermann II. von Katzenelnbogen teilte sie 1193 dem Archidiakonat des Propstes von St. Martini in Münster zu. Der Oberhof Langen Buokheim, der auch Kemnadinkhof genannt wurde, war der Sitz eines Schulzen, der die Abgaben von den umliegenden Unterhöfen einzuziehen hatte. Noch 1265 gehörte er dem Domkapitel. Als nach der Gründung der Kirche ihre Umgebung ein begehrter Ansiedlungsplatz wurde, teilte man den Hof auf (noch vor dem Jahre 1300). Dadurch entstanden Einzelhöfe und Kotten in dem neuen Kirchdorf und in seiner Umgebung. Diese wurden von der Familie von Rinkerode zu Steinfurt-Heessen (Steinfurt = Drensteinfurt) erworben und blieben bis zum Beginn des 19. Jahrhunderts in ihrem Besitz. Der Schlossherr von Heessen war der Grundherr, dem die Höfe und Kotten dienst- und abgabepflichtig waren. Auch der Oberhof Bockum, der Jahrhunderte überdauerte, gelangte 1468 in den Besitz der Herren von Heessen, als die Güter und Höfe zwischen Steinfurt und Heessen geteilt wurden. Bei ihm verblieb eine bedeutende Land- und Ackerfläche. Später wechselte der Hof dann in Privatbesitz und unterstand der Familie Schulze Bockum. 1880 ging er an die Familie Fritz Köhne über, die ihn bis 1970 bewirtschaftete. In diesem Jahr wurde das Hofgebäude abgebrochen. Auf dem Gelände des früheren Oberhofes steht heute das Seniorenheim Ludgeristift Bockum.

### Mutmaßliche Gründung der Kirche durch Bernhard von Werl-Hövel
Eher ins Reich der Legende zu verbannen ist die Annahme des Ortsheimatspflegers Willi Schroeder, die St.-Stephanus-Kirche sei in der zweiten Hälfte des 11. Jahrhunderts von einem Grafen Bernhard von Werl-Hövel begründet worden. Zwar gab es eine Grafschaft Hövel, nach aktuellem Forschungsstand ist diese jedoch erst nach 1124 entstanden. Einen Grafen Bernhard von Werl-Hövel hat es folglich nie gegeben (vgl. zu diesem Themenkomplex auch den Beitrag Grafen von Hövel). Die diesbezügliche Verwirrung geht auf eine mittelalterliche Quelle zurück, den Annalista Saxo. Dieser beschreibt einen Grafen Bernhard, der eine Tochter namens Ida und eine Enkelin namens Adelheid hatte. Nach den Angaben des Annalista Saxo hat Schroeder, bezugnehmend auf die ältere, von ihm selbst später revidierte Forschung Paul Leidingers, diesen Bernhard mit Bernhard I. von Werl identifiziert. Er soll im Jahre 1003 die Burg Hövel errichtet haben und der erste der Grafen von Hövel gewesen sein. Als zwischen 1045 und 1050 seine Enkelin Adelheid von Lauffen geboren wurde, soll Bernhard nach ungesicherter Überlieferung als dankbarer Großvater eine Eigenkirche in Bockum gestiftet haben, die das Patronat des Heiligen Stephanus erhielt. Gleichzeitig soll Bernhard einen weiblichen Orden nach Hövel geholt haben, der noch keiner Gemeinschaft angeschlossen war. Diesen habe er auf dem Klosterhof angesiedelt. Das Gelände des Klosterhofes diente vermutlich bereits als römisches Kastell und/oder Waffenplatz; hier wurden Lanzenspitzen und kleine Hufeisen aus der Römerzeit gefunden. Wenn es in Bockum bereits zu einem so frühen Zeitpunkt eine Kirche gegeben haben sollte, so Schroeder, könne sie nicht viel mehr gewesen sein als ein bescheidener Holzbau. Die Existenz einer von einem Grafen von Hövel gestifteten Kirche ist aber schon deshalb zweifelhaft, weil es nach dem neueren Forschungsstand Paul Leidingers einen Graf von Hövel aus dem Haus Werl niemals gegeben hat. Vielmehr sei der im Annalista Saxo genannte Bernhard mit Bernhard II. von Werl gleichzusetzen, dem Ahnherrn der Grafen von Arnsberg. Das Höveler Gebiet sei also zunächst an Arnsberg gegangen und erst nach dem Tode des letzten Arnsberger Grafen im Jahre 1124 zu einer eigenständigen Grafschaft geworden. Wenn es also eine frühe St.-Stephanus-Kirche gab, ist diese von Münster aus gegründet worden, möglicherweise durch den Bistumsbegründer Liudger.

### Alte Kirche

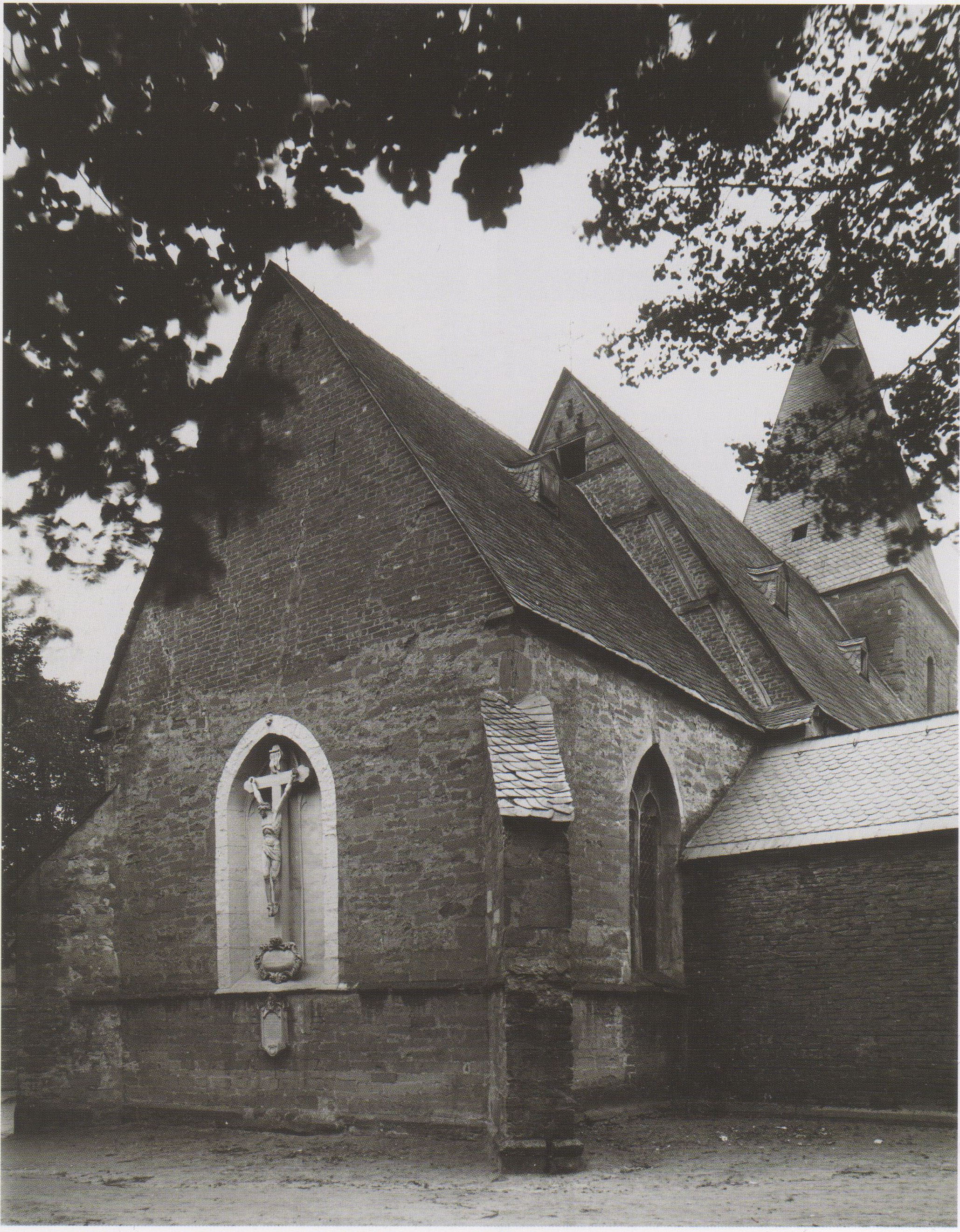
St. Stephanus, Aufnahme der sogenannten „Alten Kirche“ von 1891. Angefertigt wurde sie durch Provinzialkonservator A. Ludorff, der die Kirche als Bau- und Kunstdenkmal des Kreises Lüdinghausen aufwies und in das zugehörige Verzeichnis aufnahm. Die Aufnahme liegt beim Westfälischen Amt für Denkmalschutz vor.

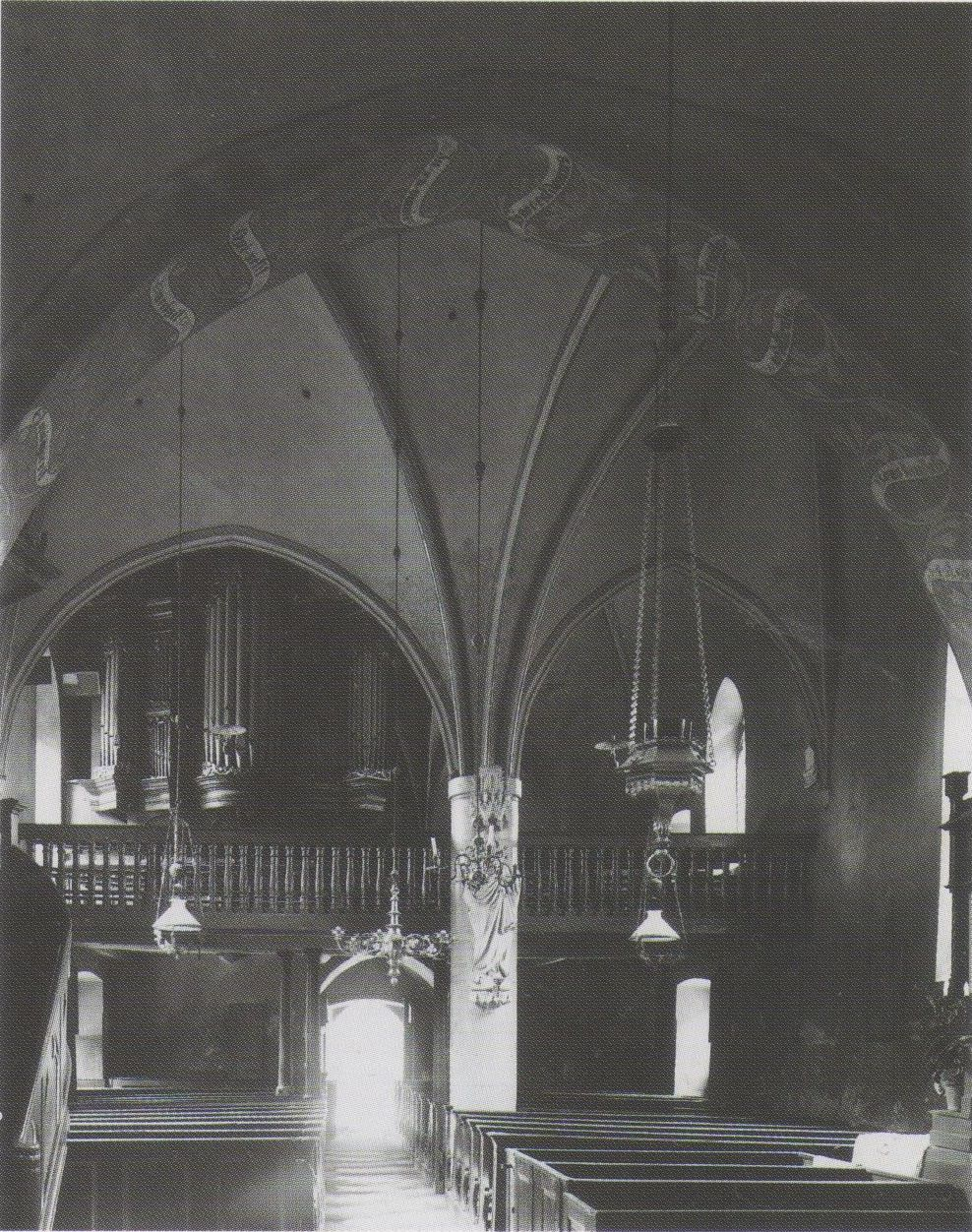
St. Stephanus, Alte Kirche, Innenraum. Aufnahme von 1891.

Die erste Kirche an diesem Standort, vermutlich ein einfacher Holzbau, ist erstmals für das Jahr 1092 urkundlich nachgewiesen. Als in der Zeit zwischen 1170 und 1180 die Eigentumsverhältnisse an der St.-Stephanus-Kirche nicht geklärt werden konnten, wurde das Domkapitel von Münster Lehnsnehmer der Bockumer Kirche: 1193 teilte sie Bischof Hermann II. dem Archidiakonat (geistlicher Gerichtsbezirk) des Propstes von St. Martini in Münster zu. Lehnsherr wurde somit der Domdechant und Propst von Sankt Martini in Münster Gottfried von Altena, der womöglich – dessen Existenz vorausgesetzt – ein Nachfahre des Grafen Bernhard von Hövel war. St. Stephanus wurde auf diese Weise Eigenkirche des Domkapitels zu Münster, dem damals noch der Amtshof Bockum gehörte. 1270 weihte Fürstbischof Gerhard von der Mark eine aus Stein errichtete St.-Stephanus-Kirche in Bockum ein, die sogenannte Alte Kirche. Deren vierseitiger Turm stammt aus romanischer Zeit, das spätgotische Langhaus wurde nach Schwieters im 14. Jahrhundert angebaut. Über fünf Jahrhunderte diente der alte Bau der Gemeinde als Gotteshaus. Die auf dem Bild zur erkennenden verschiedenen Mauerarten belegen, dass die Kirche im Lauf der Jahrhunderte mehrfach umgebaut und ergänzt worden ist.
Um die Kirche entstand im Laufe der Jahre aus den Bauerschaften Barsen, Holsen, Merschhoefeld (Merschhoven) und Bockum ein Dorf, das von dem Oberhof „Buokhem“ (=Buchenwald), der seinerseits dem Haupthof Werne unterstand, den alten Bauerschaftsnamen Bockum übernahm. Das neue Kirchspiel wurde von den Pfarrbezirken Ahlen und Werne abgepfarrt. Das Patronatsrecht haftet bis auf den heutigen Tag an dem Besitz des adeligen Hauses Beckedorf. Der Patronatsherr und die Patronatsherrin hatten früher das Vorschlagsrecht für den Inhaber einer Pfarrstelle, der dann offiziell vom Bischof ernannt wurde. Ferner war die Patronatsfamilie für die Ausstattung der Kirche zuständig. Auch hatte sie das Recht der Grablegung in dieser Kirche. Inhaber des Patronatsrechts waren zuerst die Herren von Hövel, danach die Freiherren von Boymer (Böhmer) zu Beckedorf, anschließend die Grafen von Lignéville, danach die Grafen von Gourci, dann Herr von Schlebrügge zu Beckedorf und schließlich ab 1855 die Grafen von Merveldt von Schloss Westerwinkel. Bei diesen liegt es auch jetzt noch und wird von ihnen bis zum heutigen Tage ausgeübt. In der Stephanuskirche zu Bockum findet sich ein Wappen einer Inhaberin des Patronatsrechts. Das Wappen „Zurmühlen“ zeigt oben einen rechts gewandten gekrönten Löwen, der eine Lilie in den Pranken hält, unten hingegen die untere Hälfte eines grauen naturfarbenen Mühlsteins. Auf dem Wappenschild befindet sich eine Inschrift, und zwar: obiit – 1804 - 25. aprili – aetatis 29 (sie starb – 1804 – am 25. April – im Alter von 29 Jahren). Im Kirchenbuch der damaligen Pfarrkirche St. Stephanus im bischöflichen Archiv in Münster heißt es über die 1804 Verstorbene: Clara Bernardine von Schlebrügge, geb. Zurmühlen, Ehefrau des Herrn von Schlebrügge, Besitzerin des Gutes Beckedorf, 29 Jahre alt, verstorben am 25. April morgens um 1/2 11 im Kindesbett, der Unterzeichnete (Pfarrer Joseph Kumann) hat die Verstorbene persönlich gekannt, begraben am 27. April, Erbbegräbnis, hinterlässt einen Gatten und fünf minere Kinder.
Hatte das Kirchspiel Bockum von 1173 bis 1802 zum Hochstift Münster gehört, wurde es am 23. Dezember 1803 dem neu gegründeten Kreis Lüdinghausen zugeschlagen und zu einer selbstständigen Gemeinde erhoben. 1873 führten die Kulturkampfgesetze zu einer längeren Schließung der Kirche, weil der Geistlichkeit jeder öffentliche Gottesdienst verboten worden war. 1891 wurde die Alte Kirche von 1270 unter Denkmalschutz gestellt, da sie zu den Kunstdenkmälern Westfalens gehörte. Zu diesem Zeitpunkt waren der romanische Turm und das im 14. Jahrhundert hinzugefügte gotische Langhaus noch vollständig erhalten. Letzteres hatte außer dem Hauptschiff nur ein Seitenschiff (gewöhnlich haben Kirchen ein Hauptschiff und zwei Seitenschiffe), das nach Norden lag. Die beiden Schiffe hatten je zwei Joche. Weil nur zwei Gewölbe vorhanden waren, stand in dem Gotteshaus nur ein einzelner, mächtiger Pfeiler, der sie stützte. Im Osten schloss sich ein gerader, geschlossener, spätgotischer Chor mit schräggestellten Strebepfeilern außen an. Im Turm hingen drei sehr alte Glocken ohne Jahreszahl und Inschriften. Eine vierte Glocke war außen am Turm angebracht und wurde als Uhrglocke eingesetzt. Diese Glocke hing von 1978 bis Ostern 2006 im Chorraum der heutigen St.-Stephanus-Kirche und wurde zur Ankündigung der Gottesdienste geläutet. Ein romanischer Taufstein, vermutlich aus dem 12. Jahrhundert, der mit schräggestellten Arkaden unter einem Blattfries geschmückt ist, steht noch in der heutigen Kirche; auch ist das alte Sakramentshäuschen mit reichem Aufbau aus dem 14. Jahrhundert in die neue Kirche übernommen und an der ehemaligen Frauenseite aufgestellt worden.
Für das Jahr 1851 nennt das Handbuch für das Bistum Münster 900 zur Pfarre gehörende Katholiken. Hinzu kommt, dass viele Gläubige aus der benachbarten Pfarre Werne wegen der weiten Entfernung dorthin den Kirchbesuch in Bockum vorzogen. Die Kirche muss deshalb längst als viel zu klein empfunden worden sein. Pfarrer Bernhard Homann (1836–1884) richtete deshalb eine Kirchenbaukasse ein; die Kirche sollte in den folgenden Jahren umgebaut und erweitert werden. Man versuchte die Lage zunächst zu entschärfen, indem man mehrere große Emporen einbauen ließ, was als eine erhebliche Entstellung des Kirchengebäudes empfunden wurde. Die geplante bauliche Maßnahme hingegen verlangte an der 600 Jahre alten Kirche eine gründliche Sanierung der Grundmauern. Schon Mitte des 19. Jahrhunderts war man deshalb entschlossen, die immer mehr verfallende Kirche, die man „ohne nennenswerte Kunst“ wähnte, durch einen Neubau zu ersetzen. Kirchenvorstand und Gemeinderat vereinbarten dazu, jeden der Kommunikanten zu verpflichten, wöchentlich einen Pfennig in die Baukasse zu zahlen. Zusätzlich sollte jeder Hausherr von seinen Bediensteten je einen Kirchenpfennig einbehalten. Auch die regelmäßigen Kirchenbesucher aus Werne wurden an den Zahlungen beteiligt. Diese Beträge wurden gesammelt und jedes halbe Jahr bei der Bank verzinslich angelegt. Pfarrer Heinrich Rolff (1894–1901) sammelte weiterhin Geld für das Bauvorhaben, auch in den benachbarten Dörfern.
Das Kontobuch für Bernhard Mühlenhoff belegt eine für den Kirchbau durchgeführte Hauskollekte:

„Herzliche Bitte um milde Gaben für den Neubau einer katholischen Pfarrkirche zu Bockum (Dekanat Lüdinghausen).
Die kath. Pfarrei zu Bockum im Kreise Lüdinghausen zählt 950 Seelen. Die Kirche entspricht den Bedürfnissen der Gemeinde längst nicht mehr und ist in einem solchen baulichen Zustande, daß schon seit vielen Jahren die dringende Notwendigkeit eines Neubaus von allen Seiten ausgesprochen wurde.
Jedoch bei Anerkennung dieser Notlage konnte dieselbe für eine bestimmte Zeit nicht geplant werden, da die Gemeinde nicht imstande ist, aus eigenen Mitteln die Kosten aufzubringen. Sie ist nämlich durch notwendige Wegeanlagen in eine große Schuldenlast geraten, hat an Kommunalsteuern 180 % zu zahlen, endlich kann ihre Steuerkraft nicht als gute bezeichnet werden. Hinzu kommt, daß ein großer Teil der Besucher der Kirche auswärtigen Gemeinden angehört, ferner, daß der Grundbesitz vielfach Auswärtigen gehört, welche zum Teil zur Steuerzahlung zu Gunsten der Kirche nicht herangezogen werden können. Indes obschon erhebliche Anforderungen an die Gemeinde gestellt werden, hat sie seit Jahren für den Neubau gesammelt und eine erhebliche Summe zusammen gebracht.
Zur Erreichung des so heiß ersehnten Zieles hat der Oberpräsident der Provinz Westfalen unter dem 21. Dez. 19000 sub 15719 Ihr gütigst die Abhaltung einer Hauskollekte bei den kath. Bewohnern der Provinz Westfalen bewilligt. Diese Hauskollekte wird von Sr. Bischöflichen Gnaden, dem hochwürdigen Herrn Bischof Hermann von Münster und dem hochwürdigsten Bischöflichen Generalvikariate in Paderborn in folgender Weise empfohlen.

Münster, den 29. Jan. 1901
Der Bischof von Münster
J. N: 664
Die für den Neubau einer katholischen Kirche in Bockum, Dekanat Lüdinghausen, vom Herrn Oberpräsidenten bewilligte Hauskollekte bei den katholischen Bewohnern der Provinz Westfalen empfehlen wir der Mildthätigkeit unserer Diözesanen. Zugleich ermächtigen wir die Pfarrer des jeweiligen Teiles unseres Bistums, die Abhaltung der Kollekte von der Kanzel zu verkündigen und den mit der Sammlung Beauftragen thunlichst Unterstützung zu gewähren.
SS. gez. + Hermann

Die Kollekte für den Neubau der kath. Kirche in Bockum wird zur wohlwollenden Unterstützung unserer Diözesanen bestens empfohlen.
Paderborn, im März 1901
Bischöfliches Generalvikariat
Wigger“

Im Kontobuch finden sich gesiegelte und bescheinigte Hauskollekten mit Einnahmen aus den Orten Menden, Olfen, Werne, Seppenrade, Nordkirchen, Südkirchen, Cappenberg, Venne und Senden.
Um die Wende zum 20. Jahrhundert zählte die Gemeinde der Kirche bereits über 1.000 Köpfe. Die Kirche hatte damit endgültig nicht mehr die Kapazitäten, alle Gläubigen aufzunehmen. Allerdings umfasste die Baukasse inzwischen mehr als 70.000 Mark, die zum Teil aus einer eigens dafür erhobenen Sonderkollekte stammten. Der damalige Pfarrer, Bernard Weckendorf, fing unmittelbar nach seiner Ernennung zum Pfarrer von St. Stephanus 1901 an, den Kirchenneubau konkret zu planen. Zunächst ließ er 1901 ein neues Pastorat bauen, das 1903 nebst Gartenanlage und Teich fertiggestellt werden konnte. Danach wurde das alte Pastorat als Notkirche eingerichtet; die alte Kirche ließ man leerstehen. In der Notkirche wurden die wertvollen Sakristeigegenstände aufgestellt: Altar mit Reliquien, romanischer Taufstein, spätgotisches Sakramentshäuschen, barocke Pieta, Statue des Heiligen Stephanus, die 1858 aus Herbern erworbene Orgel.
Ursprünglich hatte man an einen kleineren, sich an den Maßen der bestehenden Kirche orientierenden Bau gedacht. Die sprunghafte industrielle Entwicklung, die schließlich in das Abteufen der Zeche Radbod 1905/1906 mündete, führte zu einer stark vermehrten Ansiedlung, so dass noch mehr Platz benötigt wurde. Man fasste deshalb ein größeres Gebäude ins Auge. Unter mehreren Bewerbungen – unter anderem von Hilger Hertel dem Jüngeren und Johann Franziskus Klomp – entschied man sich für den Entwurf des Berliner Architekten Franz-Heinrich Jennen (1872–1920). Dieser hat in Westfalen im Jahre 1911 auch die Pfarrkirche St. Jakobus d. Ä. in Oeding/Südlohn gebaut und später verschiedene Berliner U-Bahnhöfe in Wedding und Stadtmitte gestaltet.
1903 wollte man mit dem Bau der neuen Kirche beginnen. Dazu galt es zunächst einmal, die alte Kirche zu beseitigen. Die Regierung genehmigte den Neubau auf der alten Stelle aber nicht, weil sich die Denkmalpflege dem Abbruch der Alten Kirche widersetzte. Diese sollte unter allen Umständen als Kunstdenkmal erhalten bleiben. Die Kirche wurde trotzdem geräumt und erlitt im November 1903 Beschädigungen bei einem Unwetter. Man hoffte auf den nächsten „Brauswind, bei dem auch die Macht eines königlichen Konservators nix to seggen“ habe, wie eine Zeitung schrieb. Dass der nächste „Sturmschaden“ nicht lange auf sich warten ließ, hing wohl damit zusammen, dass man die für den Neubau zusätzlich benötigten Flächen bereits angekauft und begonnen hatte, die Baustelle einzurichten.
Der Pfarrer reiste in dieser Angelegenheit zweimal nach Berlin zum Ministerium, jedoch ohne Erfolg. Als er von der zweiten Reise zurückkehrte, empfing ihn ein Gemeindemitglied auf dem Bahnhof Hamm mit den Worten: „Herr Pastor, unsere Kirche in Bockum ist gestern zusammengestürzt. Kein Stein steht mehr auf dem anderen. Nun können wir doch an der Stelle unsere neue Kirche bauen.“ Am 21. März 1904 waren Haupt- und Seitenschiff der Kirche eingestürzt, mit ziemlicher Wahrscheinlichkeit nicht ganz ohne Nachhilfe. Beim Turm riskierte der Kirchenvorstand dann auch offiziell den Abbruch. Außerdem mussten vier weitere Häuser abgebrochen werden, um Platz für die neue, größere Kirche zu schaffen. Eins davon war das Haus der jüdischen Familie Blumenthal, die nunmehr nach Hamm zog. Ihr sogenanntes Bockumer „Judenhaus“ wurde nach seinem Abbruch an der Hammer Straße 4 wieder aufgebaut, jedoch 1993 erneut abgebrochen. Damit war die optische Erinnerung an die Juden von Bockum aus dem Stadtbild von Hamm beseitigt.

### Heutige St.-Stephanus-Kirche

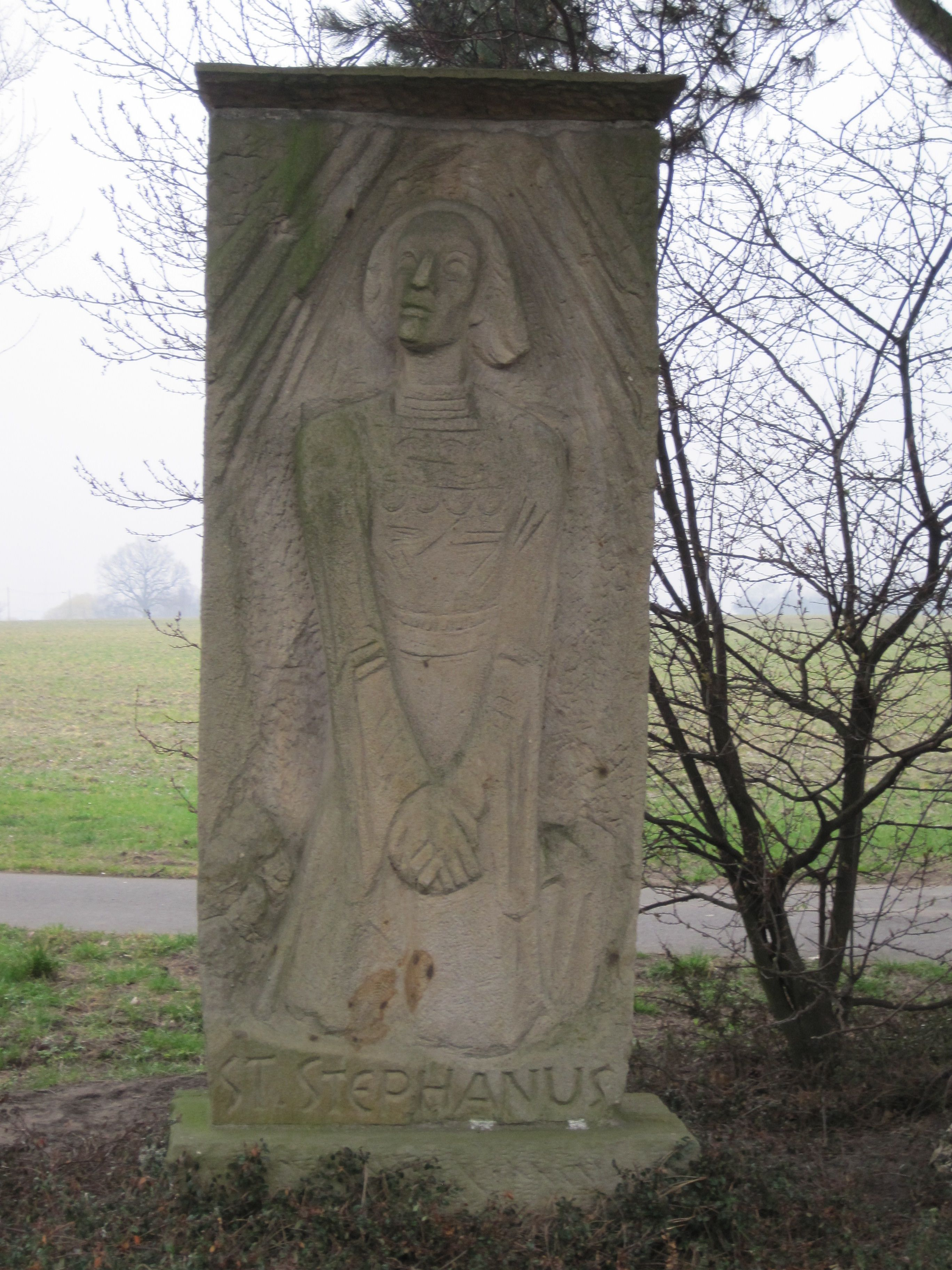
Stephanusbildnis an der Barsener Straße.

#### Bau
So konnte in den Jahren 1905 bis 1907 die jetzige, neoromanische St.-Stephanus-Kirche errichtet werden. Die alte Kirche hatte mit ihrem Chor nach Osten gewiesen – die im Osten aufgehende Sonne galt als Sinnbild Christi. Die neue, größere Stephanuskirche wurde aus Platzgründen in Nord-Süd-Richtung erbaut. Als Architekt war Heinrich Jennen (1872–1920) beauftragt worden, der in seinem Leben insgesamt drei Kirchen erbaute, dann aber von der katholischen Kirche keine Aufträge mehr erhielt, weil er eine evangelische Frau geheiratet hatte. Jennen hatte die Baukosten zunächst mit 150.000 M veranschlagt, musste diese Zahl jedoch auf 200.000 M nach oben korrigieren. Ein Beschluss des Kirchenvorstandes aus dem Jahre 1906 nennt als verfügbares Eigenkapital einen Betrag von 142.000 M. 30.000 M wurden als Darlehen genommen. Darüber hinaus verpflichtete sich die politische Gemeinde, Verzinsung und Amortisation zu übernehmen. Der preußische König bewilligte ein „Gnadengeschenk“ von 10.000 M. Hinzu kamen Schenkungen aus der Gemeinde. Eine Beihilfe der Zeche von nur 1.000 M wurde als sehr enttäuschend empfunden. Das Museum für Völkerkunde in Berlin zahlte 125 000 Reichsmark als Entgelt für einen der Baumsärge, die bei der Aushebung für die Fundamente der Stephanuskirche gefunden wurden (s. unten: Baumsärge).

#### Weihe
Am 24. Juli 1906 erfolgte die Grundsteinlegung. Am 6. Oktober 1907 (alternative Angabe: 6. November 1907) wurde die neu erbaute Pfarrkirche durch Bischof Hermann Jakob Dingelstad eingeweiht. Sie entspricht einem Stil, der damals in Norddeutschland und Berlin üblich war. Um die Jahrhundertwende aus den Formen der Neoromantik entwickelt, im Detail vielfach mit Elementen des Jugendstils und der wilhelminischen Renaissance durchsetzt. Mit ihrem wuchtigen Turm bildet sie das Wahrzeichen des ehemaligen Dorfes, das, wie die Höveler Kirche, weit in das Münsterland und in die Gegend am Hellweg schaut.
Der große romanische Taufstein mit Blendarkaden und Blattfries aus der Mitte des 13. Jahrhunderts, eine Fortbildung vom Typ des älteren Taufsteins in der Evangelische Pfarrkirche St. Pankratius (Hamm-Mark), ist in das neue Gebäude übernommen worden. Auch das spätgotische Sakramentshaus, das aus dem dritten Viertel des 15. Jahrhunderts stammt, wurde in den Neubau integriert. 1983 bekam es eine von Tisa von der Schulenburg gestaltete Bronze-Tür, auf der die von Mose ausgeschickten Kundschafter und die Emmaus-Jünger mit dem auferstandenen Christus am Tuch dargestellt sind. Aus der alten Kirche stammen außerdem noch ein hölzernes Vesperbild aus dem ersten Viertel des 18. Jahrhunderts und eine lebensgroße Statue des Heiligen Stephanus. Das Kreuz stammt aus dem Jahre 1950 und wurde von Heinrich Gerhard Bücker gefertigt. 1992 bekam die Kirche eine neue, auf 30 Register mit 2.010 Pfeifen erweiterte Orgel von der Hamburger Firma Christian Lobback. Dabei wurde ein alter Orgelprospekt wiederverwendet, den die Firma Breil aus Dorsten im Jahre 1918 erstellt hatte.
Auch die übrigen zunächst in der Notkirche aufgestellten Sakralgegenstände fanden in der neuen Kirche ihren Platz. Orgelbaumeister Breil übernahm die Restaurierung der Orgel, die aber nicht nachhaltig blieb. Der zweimonatige Ortswechsel hatte bleibende Schäden an dem Instrument hinterlassen, so dass schließlich der Ankauf einer neuen Orgel beschlossen wurde. Diese konnte 1918 eingeweiht werden.

#### Folgezeit
1911 wurde durch den Bildhauer Peter Weinfurth aus Neuss mit dem Ausbau des Hochaltars und der Ausschmückung der Kapitelle an den Säulen begonnen. Nach dem Ersten Weltkrieg wurde im Gedenken an die 72 Gefallenen aus Bockum im Turm eine Kriegsgedächtniskapelle errichtet. Sie enthielt einen Altar und die darauf stehende Pieta. Links und rechts an der Turmwand waren die Namen der Gefallenen zu lesen.
1924 wurde die Kirche ausgemalt. P. Hoppe aus Düsseldorf schuf den Kreuzweg nach Entwürfen von Professor Pugel. 1927 stellte dann Schreinermeister Bernhard Hölscher eine neue Kanzel her, deren Schnitzereien der Bildhauer Freichmann fertigte.
1927 war die Bevölkerung bedingt durch den Bau der Zeche Radbod so stark angewachsen, dass für die Katholiken im Bockumer Teil der Zechenkolonie ein eigenes Gotteshaus errichtet wurde: 1928 wurde die Gemeinde Herz-Jesu Bockum-Radbod als Rektorat der St.-Stephanusgemeinde ins Leben gerufen. Die Herz-Jesu-Kirche wurde am 2. Mai 1928 geweiht. Zum 1. Juni 1939 wurde das Rektorat zur selbständigen Pfarrgemeinde Herz-Jesu erhoben. Rektor Johannes Wellekötter, der von 1924 bis 1928 Vikar in der St. Stephanusgemeinde und seit 1928 der Rektor der neuen Herz-Jesu-Gemeinde war, wurde nun ihr erster Pfarrer.
1931 installierte man das elektrische Läutewerk in der Stephanuskirche. Zwei Jahre später, 1933, baute Schreinermeister Heinrich Hölscher das Seitenportal der Kirche (bei Rodenstein). 1934 ging eine erste Warmluftheizung der Kirche in Betrieb. 1935 schuf Schreinermeister Bernhard Hölscher dann die Schränke in der Sakristei. Der Anstrich erfolgte durch Malermeister Josef Hölscher. 1934 wurde die Erstkommunion zweimal gefeiert, für die Kinder des vierten Jahrgangs am Weißen Sonntag und für die Kinder des dritten Jahrgangs am 1. Juli.
Die Kirche hat den Zweiten Weltkrieg bis auf einige zerbrochene Fenster unbeschadet überstanden.
Kurz vor Weihnachten 1953 installierte man eine Lautsprecheranlage in der Kirche. 1954 erneuerte die Firma Nachtigäller die zwei Rundfenster und sechs Fenster im Hauptschiff.

#### Umgestaltung von 1958

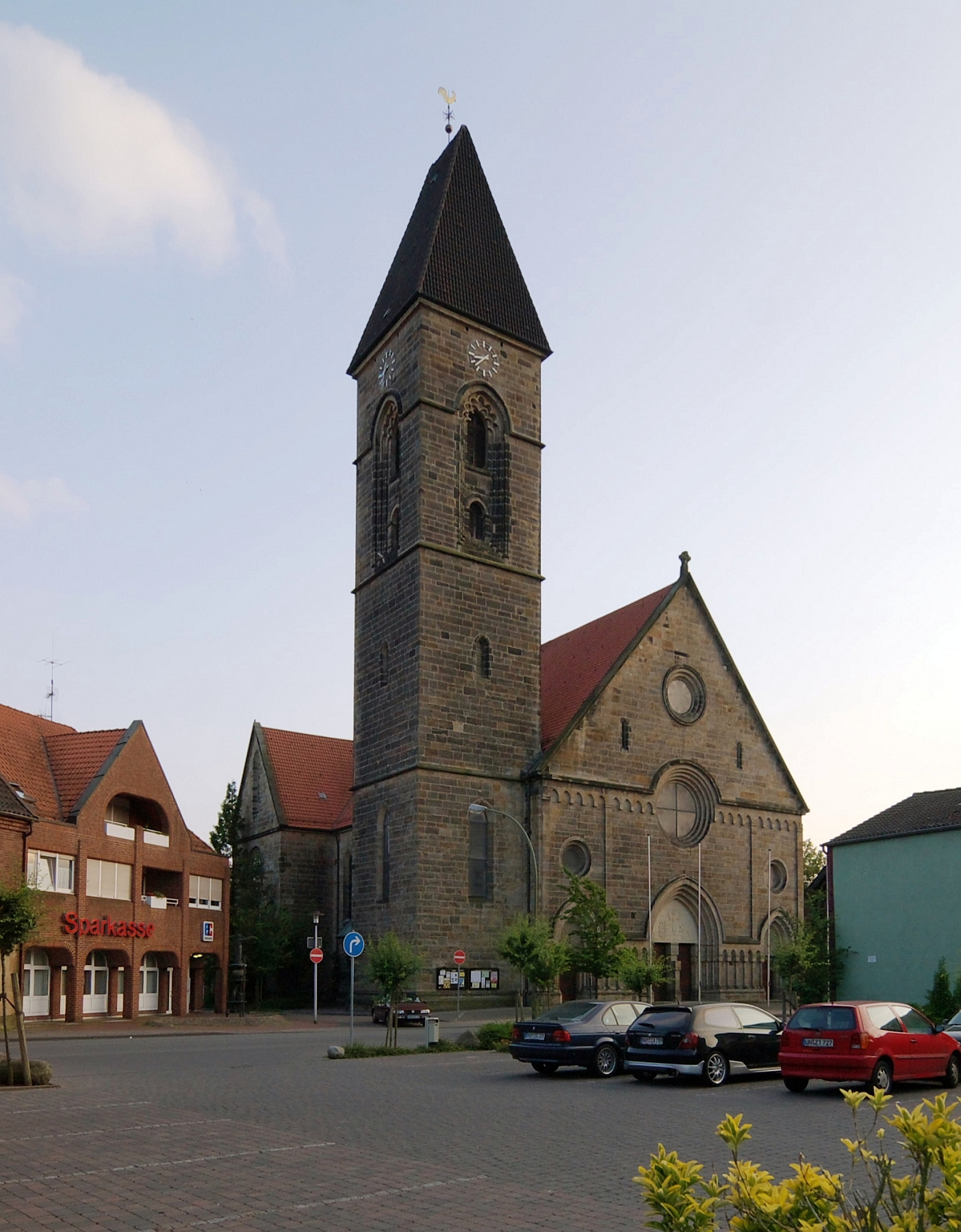
St. Stephanus

Als Folge der Liturgiereform wurde 1958 der Kircheninnenraum umgestaltet. Um die Baumaßnahmen zu finanzieren, wurden wiederholt „Briefsammlungen“ abgehalten. Im Januar 1957 wurde zur Neugestaltung der Turmkapelle als Kriegergedächtniskapelle das Michaelsfenster von der Männerseite als Mittelfenster in die Turmkapelle verlegt – die Fensteröffnungen im Mauerwerk hatten die gleiche Größe. Die beiden anderen Fenster der Turmkapelle wurden ebenfalls erneuert. Nach der Reinigung von Farben bekam die Pieta eine einheitliche Tönung. Danach wurde sie auf einem Postament aus Sandstein in ungefähr einem Meter Entfernung von der Wand aufgestellt. Auf der rechten Seitenwand brachte man Kreuze der Gefallenen des Zweiten Weltkrieges an, auf der linken Wand die Namen der im Ersten Weltkrieg Gefallenen, Vermissten und in der Heimat Umgekommenen.
Ab dem 3. März 1958 wurde dann der Chorraum umgestaltet. Zunächst brach man den Altar ab, dann riss man die Platten auf, verlegte die Stufen, schuf die Unterlage für einen neuen Altar, der nach vorn gerückt werden konnte, und stellte einen Behelfsaltar für die Messfeier vor einer 3,5 Meter hohen Holzfaserwand auf. Die Firma Jacoby aus Anröchte begann dann am 10. März mit dem Aufbau des neuen Altars, gefertigt aus Anröchter Dolomitstein. Er bestand aus zwei Seitenstücken, einem Mittelstück und einer Platte mit einem Gewicht von 80 Zentnern.
Am Passionssonntag (20. März) waren die Arbeiten beendet. Pfarrer Rekers kam zu der Auffassung, dass der neue Altar vor den dunklen Farben der Wände nicht wirke. Deshalb ließ er die Chorwände bis zu den Fenstern, außerdem die Apsis mit Spezialfarbe übermalen, so dass sie von nun an hell erschienen. Dies führte zu viel Widerspruch in der Gemeinde.
Die Firma Heinrich Nachtigäller übernahm ab dem 24. April 1958 die Gerüstbau- und Übermalarbeiten. Begonnen wurde im Chor, dann kamen Mitteljoch des Querschiffes, die Seitenschiffe und die übrigen Teile der Kirche an die Reihe. Von Nachtigäller stammen die Entwürfe für die drei rot-blauen Chorfenster über dem Altar. An den Pfeilern wurde die Farbe entfernt und so der Naturstein wiederhergestellt.
Der alte Taufstein, der bislang auf der anderen Seite in der Ecke gestanden hatte, wurde anstellte des Josefsaltares aufgestellt. Das große Triumphkreuz wurde abgenommen, getönt und dem Taufstein gegenüber an der Wand neben dem Seiteneingang aufgehängt; auch wurden seine Verzierungen entfernt. Die Rosenkranzkönigin wurde durch die bisher vor dem Pfeiler stehende Figur der Immaculata ersetzt, bei der man zuvor die Farben entfernte.
An der Wand gegenüber dem Muttergottesaltar platzierte man das die Steinigung des Heiligen Stephanus, das Altarbild aus der Alten Kirche, dem Kreuz entsprechend auf der anderen Seite. Es hatte bis dahin im Flur des Pastorats gehangen. Schließlich wurde auch der farbige Kreuzweg zugunsten des Weißes der Wände entfernt. Viele Gemeindemitglieder forderten seinen Erhalt, doch setzte der Pfarrer seine Vorstellung vom Inneren des Kirchenraumes durch. Zuletzt wurde auch das Sakramentshaus von seinen Farben entkleidet.
Die Firma Kaiser aus Neheim-Hüsten lieferte eine neue Beleuchtung. Die sechs Leuchtstoffröhrenkuppeln leuchteten den Kirchenraum einschließlich der Gewölbe hell aus. Bildhauer Bücker aus Vellern schuf Tabernakel, Leuchter und Kreuz, die den Altarraum vollendeten.
Am 16. November 1958 führte Weihbischof Heinrich Baaken unter der Assistenz von Dechant Hörster und Pfarrer Hoppe die feierliche Konsekration durch. Der einstige Vikar Kleinbrink, seit 1958 Pfarrer in Gladbeck, trug die Reliquien zum Altar. Diese wurden dann von Josef Rubbert eingemauert.
Im Januar 1968 konnte dann eine neue Turmuhr installiert werden. Mai 1970 wurde die Kirchenheizung von Koks auf Öl umgestellt.

#### Renovierung von 1977
Im Juni 1977 wurde die Kirche erneut weitläufig renoviert. Die Kosten wurden zunächst mit 448.000,- DM veranschlagt, reduzierten sich jedoch durch Eigenarbeit der Gemeindemitglieder um 76.873,25 DM. Zunächst stattete man den Chorraum mit dem heutigen Altar aus. Außerdem wurde Marmorboden verlegt und eine neue Heizung eingebaut. Bereits 1946 hatte man die Kommunionbank durchtrennt, um einen Durchgang zum Chor zu schaffen (die flankierenden Engelfiguren standen danach lange neben der „Schmerzhaften Mutter“ in der Turmkapelle). Nun baute man sie zum Chorgestühl um. Seitenaltäre und Kanzel wurden entfernt. Man platzierte die Holzskulpturen der vier Evangelisten im Chorraum und erneuerte die acht Kirchenfenster.
Das spätgotische Sakramentshaus aus dem 15. Jahrhundert, das bislang im mittleren Teil der Kirche gestanden hatte, wurde in die Vierung platziert. Dabei erhielt es auch wieder seine ursprüngliche Funktion, den Tabernakel zu beherbergen. Altar, Sockel und Tisch schnitt man aus dem alten Altar, ebenso die Podeste der Heiligenfiguren.
Der Altar wurde am 8. April 1978 feierlich eingeweiht. Dabei vermauerte Maurerpolier Karl Rubbert die Reliquien der Märtyrer Aetherius und amator in der Tischplatte des Altars. Bischof Reinhard Lettmann erklärte in der vollbesetzten Kirche sein Erstaunen, dass die Kirche so schön, würdig und einladend geworden sei.
1978 hängte man die alte Angelusglocke als Sakristeiglocke auf. Bis Ostern 2006 hing sie im Chorraum.
1979 schuf der heimische Künstler Dieckmann den Mosaik-Kreuzweg. Im selben Jahr stellte man die „Madonna“ des Bildhauers Bernhardi auf. 1984 folgte dann der ebenfalls von Bernhardi gefertigte „Gute Hirt“.
Im Mai 1980 wurden Zelebrationsaltar, Taufbrunnen und Sakramentshäuschen restauriert.

#### Denkmalschutz 1985
Das neue Kirchengebäude wurde am 6. Dezember 1985 unter der laufenden Nummer 19 in die Denkmalliste der Stadt Hamm eingetragen. Die Denkmaleigenschaft bezieht sich auf das Äußere ohne moderne Zutaten (nach 1945), auf das Innere (soweit in historischer Form erhalten) und das konstruktive Gefüge. Denkmalwert sind auch zwei Glocken aus dem 13. Jh. und die Turmuhr von 1905.

#### Jüngere Vergangenheit

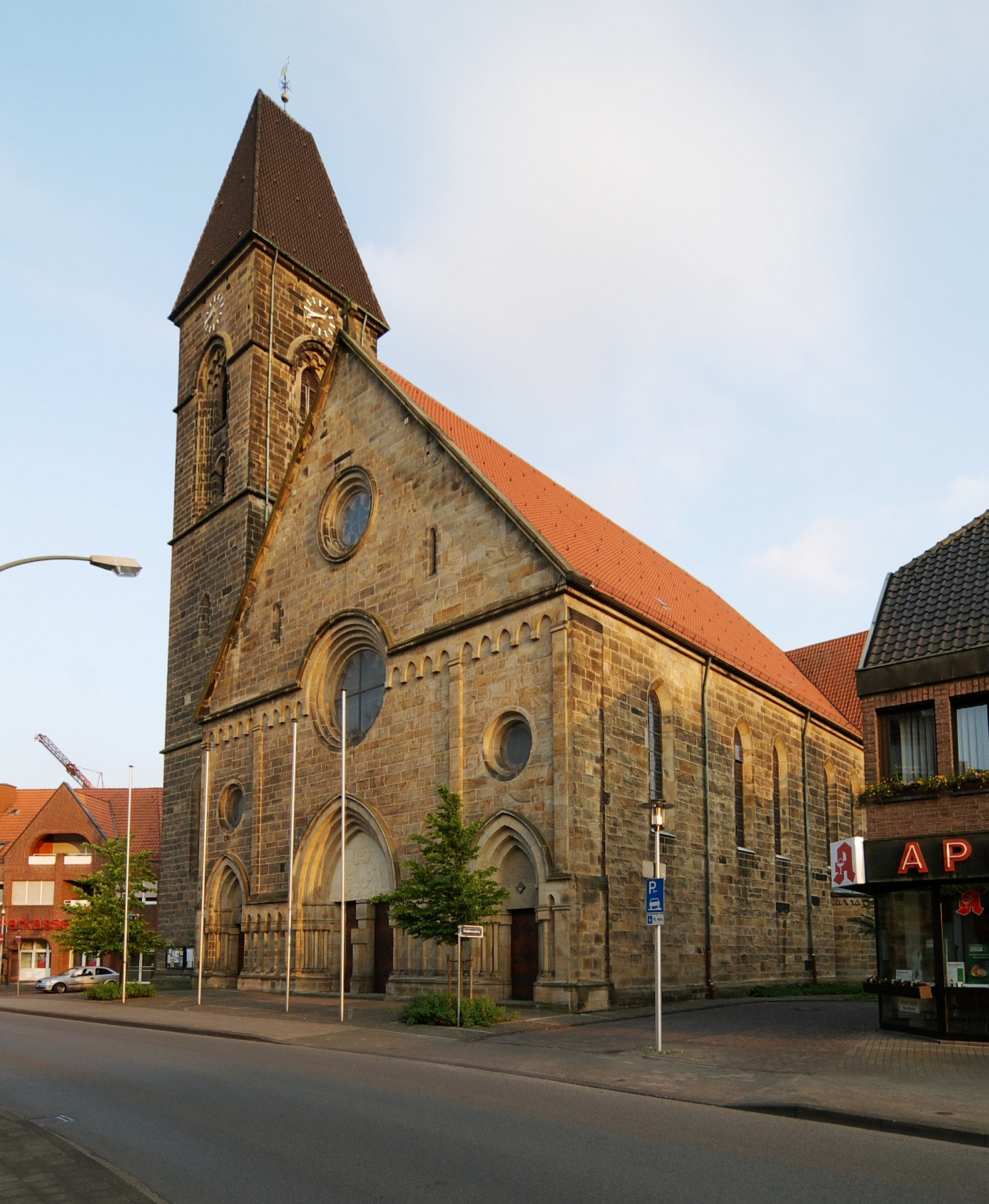
St. Stephanus

Am 7. Oktober 1988 schlug ein Blitz in den Turm der Kirche ein. Dabei wurde die elektrische Installation in Mitleidenschaft gezogen. Auch der vergoldete Wetterhahn, das Gestänge und die Lagerung wurden beschädigt, so dass Wetterhahn und Turmdach erneuert werden mussten.
1991 wurde die Breilorgel ausgebaut. Die Firma Paul Reif aus Hoetmar installierte im Jahr 1992 den Liedanzeiger. Zu Weihnachten 1992 ging eine neue Orgel in Betrieb. Dabei wurden brauchbare Orgelteile wie der Prospekt weitgehend wiederverwertet. 1994 erfolgte eine Außensanierung der Kirche, bei der das Dach ohne das Turmdach neu eingedeckt wurde. Auch wurden Fugen im Mauerwerk ausgebessert und die Giebel verankert.
Im Sommer 1997 wurde die Kirche dann ausgemalt. 1.938 m2 Wandfläche und 905 m2 Gewölbe- und Gurtbogenflächen mussten mit Spezialschwämmen gereinigt, grundiert und mit Haftgrund versehen werden. Abschließend wurde das Ganze mit einem Mineralisierungsanstrich übermalt. Im Gewölbe wurden zur Ausbesserung von Putzrissen 214 m Risse aufgekratzt und sachgerecht verfugt werden.
Da die Kirchentüren aufgrund der denkmalschutzrechtlichen Bestimmungen nicht erneuert werden durften, wurden sie im Jahre 2002 restauriert. Dazu wurden die Türblätter aus Eichenkernholz sandgestrahlt und abgebeizt. Nach dem Verfugen der Risse und Fugen strich man die Türen mit einer Holzschutzlasur. Besonderes Augenmerk wurde auf die Ornamente gelegt, die von Pfarrer Werges so gedeutet wurden: Sie zeigt ein Kreuz und die Früchte von Eiche und Paradiesbaum. Die Symbole weisen den Betrachter auf die Treue Gottes und die Erlösung durch Jesus Christus hin. Jeder, der durch die Tür eintritt, kann in der Mitfeier des Gottesdienstes einen Abglanz des Paradieses verspüren. Um die Ornamente wieder zur Geltung zu bringen, wurde sie gereinigt und von Korrosionsschäden befreit.
Da sich einige Gemeindemitglieder und -gruppen die Möglichkeit wünschten, den Turm wieder besteigen zu können, wurde 2003 im oberen Turmbereich eine Leiter durch eine Treppe ersetzt. Dies ermöglicht es, für Kleingruppen eine Führung zu den Glocken abzuhalten.
2003 wurde die unzureichende Innenbeleuchtung der Kirche ersetzt. Um die architektonisch und kunstgeschichtlich bedeutsamen Bauteile hinreichend zur Geltung zu bringen, entwarf das Architekturbüro „Böhm.Flohre.Monacu“ ein neues Beleuchtungskonzept. Dazu wurden in allen Jochen des Hauptschiffs, der Seitenschiffe und an den vier Ecken des Kreuzgewölbes Reflektor-Leuchten angebrachten. Diese strahlen an die Decke und heben durch die Bestückung mit Skulpturlinsen die Gewölberippen hervor. Im Altarbereich und im vorderen Joch installierte man zusätzliche und größere Strahler. Diese beleuchten Ambo, Seitenaltar, Altartisch, Sakramentshaus und Taufbecken und betonen somit diesen Bereich. Auch auf der Orgelempore wurden Strahler angebracht, und zwar im Bereich der Bögen zwischen Seitenschiff und Hauptschiff. Die Pendelleuchten in diesem Bereich sorgen im Bereich der Sitzbänke für Lesbarkeit etwa des Notenmaterials des Kirchenchores. Das gezielte Anstrahlen der Gewölbedecken und die Hervorhebung der Gewölbegrate sollen eine festliche Grundstimmung erzeugen. Dies wird durch die Möglichkeit unterstützt, die einzelnen räumlichen Bereiche (Taufbrunnen, Seitenschiffe, Eingang, Altar, Hauptschiff) und die horizontalen Bereiche (Strahler oben, Pendelleuchten auf halber Höhe) getrennt zu schalten.

### Geschichtsschreibung in Bockum-Hövel im Umfeld der Kirche
Der Pastor Kumann, der von 1797 bis 1836 in Bockum wirkte, verdankt Bockum-Hövel ausgedehnte Forschungen auf dem Gebiete der münsterländischen Geschichte. Er schrieb eine Geschichte der Bischöfe von Münster sowie über die Adelsgeschlechter, die Rittergüter und die Städte und Ortschaften des Bistums.
Auch von Pfarrer Joseph Kloster (1931–1943) stammt eine Chronik, die von den Pfarrern Johannes Wellekötter (1943–1945) und Hermann Rekers (1946–1960) fortgeschrieben wurde.
Die Geschichte der Kirche wurde 2006 in einem Buch von Franz Bäumer (verantw.), Pfr. Johannes Werges, Günther Bachtrop, Hermann-Josef Dörholt, Anneliese Langenstroth, Andreas Weber mit dem Titel St. Stephanus Bockum 1907–2007 festgehalten.

### Pfarrgemeinde St. Stephanus

#### Nationalsozialismus und Zweiter Weltkrieg
Am 1. Juni 1939 wurde die 1928 ins Leben gerufene Rektoratsgemeinde Herz-Jesu von der St.-Stephanus-Gemeinde abgepfarrt und vom Bistum Münster zu einer selbständigen Pfarrei erhoben.
Wie Pfarrer Joseph Kloster in seiner Chronik berichtet, wurde der 1. Mai 1933 „auch kirchlich begangen durch ein Bitthochamt“ in der St.-Stephanus-Kirche. Die NSDAP feierte diesen „Tag der nationalen Arbeit“ mit Kundgebungen im gesamten Deutschen Reich. In Bockum formierte sich ein Festzug in Richtung Marktplatz in Hövel. „Kirchliche Vereine u. mehrere Geistliche“ marschierten hinter den Hakenkreuzfahnen. Die zentralen Feierlichkeiten aus Berlin mit der Rede Hitlers waren über Lautsprecher auf dem Marktplatz zu hören. Im selben Jahr wurde das Erntedankfest in St. Stephanus nicht kirchlich gefeiert. Die NSDAP hatte erfolgreich gebeten, den Platz vor dem Kirchenportal zum Erntedankfest ausschmücken zu dürfen.
Doch bald danach begann, laut Pfarrer Kloster, eine bedrückende Zeit für die St.-Stephanus-Gemeinde. Als 1934 wie 1933 die Bitte erhoben wurde, das Erntedankfest vor der Kirche zu feiern, gewährte man sie unter der Bedingung, dass keine Hakenkreuzfahnen angebracht würden; die bischöfliche Behörde habe die Beflaggung der Gotteshäuser mit diesen Fahnen verboten. Dennoch wurden Hakenkreuzfahnen angebracht, die der Pfarrer dann entfernen ließ. 1935 entsprach man dem Parteiwunsch zu den gleichen Bedingungen. Diejenigen, die mit der Schmückung beauftragt waren, beschränkten sich darauf, Hakenkreuzfahnen und Girlanden auf der Grenze des Vorplatzes anzubringen. Der Pfarrer wagte es nicht, ihre Entfernung zu fordern – der Innenminister hatte die Beflaggung der Kirchen verfügt, die bischöfliche Behörde hatte hingegen erneut ein Verbot der Flaggen ausgesprochen. Weil der Pfarrer keine Flaggen am Portal der Kirche zuließ, wurde er am Folgetag in der Zeitung angeprangert. Die Kirchen seien zum Erntedankfest mit der Hakenkreuzflagge geschmückt gewesen, nur die Dorfkirche in Bockum nicht. Allerdings habe das Pastorat an diesem Tag, dem 6. Oktober, zum ersten Mal die Hakenkreuzfahne gezeigt.
1935 verbot der Staat der Lehrerschaft jede Mitarbeit in kirchlichen Vereinen. Die Kirche verlor dadurch engagierte Mitarbeiter. So war die Lehrerin Fräulein Dieckmann bis dahin Präfektin der Jungfrauen-Congregation und Vorsitzende des Elisabeth-Vereins gewesen. Fräulein Kruse hatte die Kirchenzeitung besorgt und im Mütterverein gearbeitet. Fräulein Wenning war die Leiterin der Gesangsabteilung der Jungfrauen-Congregation gewesen. Fräulein Potthoff hatte als Vorsitzende des katholischen Fürsorgevereins gewirkt. Fräulein Holtkötter war die Leiterin des 1933 gegründeten Bonifatiusvereins gewesen. Sie alle hatten auch für den Kindheit-Jesu-Verein und den Elisabeth-Verein gearbeitet.
Im selben Jahr stoppte die Gestapo an der deutsch-schweizerischen Grenze die deutsche Sturmschar auf einer Romwallfahrt. Zu dieser Vereinigung gehörte auch die Deutsche Jugendkraft (DJK) mit der DJK Bockum. Teilnehmer, auch aus Bockum und Hövel, wurden bei der Rückreise aus Rom auf Anordnung der Gestapo an der Grenze festgehalten und durchsucht. Zelte und Kluftbestandteile wurden beschlagnahmt. Erst nach ausländischen Protesten wurde die Weiterreise gestattet.
Ebenfalls 1935 ließ Vikar Hermann Blanke durch den kaufmännischen Angestellten Anton („Tonius“) Hölscher einen Brief an die Arbeitsdienstpflichtigen des Reichsarbeitsdienstes (RAD) aus der St.-Stephanusgemeinde richten. Darin fordert er diese auf, der „kath. Überzeugung treu“ zu bleiben und durch ihr Beispiel „positiv auf Andersdenkende einzuwirken“: „Laßt den Spaten stechen und den Dolch in der Scheide; macht den Lärm nicht noch größer, er ist in Deutschland ohnehin gerade groß.“ Ein RAD-Feldmeister entdeckte den Brief bei einem Arbeitsdienstpflichtigen und überstellte ihn dem Amt Bockum-Hövel in Hövel, wo sich auch die Kriminalpolizei befand, die mit der Gestapo zusammenarbeitete. Sechs Polizeibeamte durchsuchten die Bockumer Vikarie und beschlagnahmten Predigttexte, Privatkorrespondenz und die Schreibmaschine des Vikars. Die Gestapo in Münster unterstellte ihm „Sabotage des RAD“ und erteilte ihm Aufenthaltsverbot für den Regierungsbezirk Münster. Daraufhin begab er sich nach Mainz und ins Allgäu, konnte aber mit Hilfe seines Bruders, der Kreisleiter der NSDAP in Ahaus war, nach zwei Monaten zurückkehren. Allerdings durfte er nicht mehr in den konfessionellen Jugendvereinen arbeiten und schulischen Religionsunterricht erteilen. Der Pfarrer musste sich beim Landrat dafür verbürgen, dass der Vikar in Zukunft alles unterlassen würde, was auch nur dem Anschein nach politisch gedeutet werden könne. Zur Begründung wurde ausgeführt, dass Blanke nicht die Gewähr biete, die Jugend im nationalsozialistischen Geiste zu erziehen. Das Bischöfliche Generalvikariat in Münster, auf dessen Veranlassung hin er den Brief verfasst hatte, machte ihm zur Auflage, er möge sich um eine Zurücknahme des Unterrichtsverbots bemühen, ansonsten sei seine Versetzung nicht zu vermeiden. Natürlich konnte Blanke die Gestapo nicht umstimmen und wurde vom Generalvikariat versetzt. Tonius Hölscher, der den Brief geschrieben hatte, wurde an seiner Arbeitsstätte in Hamm verhaftet. Die Gestapo brachte ihn in ihr berüchtigtes Gefängnis in Recklinghausen, wo Häftlinge auch gefoltert wurden. Vergebens suchte Blanke die Kriminalpolizei im Amt Bockum-Hövel und die Gestapo in Recklinghausen auf, wobei er versicherte, dass er die volle Verantwortung für das Schreiben trage. Hölscher war sechs Wochen lang in Recklinghausen eingekerkert.
In dieser Zeit wurde auch ein seitens des Kirchenchores geplanter gemütlicher Sonntagnachmittag bei Kuchen und Bier von der Geheimen Staatspolizei verboten. Zugleich schloss man die Jungmänner Paul Staufenbiel und Johann Deipenbrock aus der Partei, Ersteren auch aus der SA aus, weil sie einem Verein angehörten, der sich als staatszersetzend geriert habe. Gemeint war die Jünglings-Solidarität, der unterstellt wurde, dass sie den besagten Brief veranlasst hätte. Den beiden Männern wurde die Zugehörigkeit zu jeglichem konfessionellen Verein untersagt. In der Folge verloren der Kirchenchor und die Jüngling-Solidarität mehrere Mitglieder.
Im Herbst des Jahres 1940 kam Pater Emil Schumann (geb. 28. Dezember 1908 in Duisburg), ein Pater aus dem Orden der Herz-Jesu-Missionare in Hiltrup, als Vikar nach St. Stephanus. Er wurde am 20. September 1941 von der Gestapo verhaftet. Sie brachte ihn nach Münster ins Gefängnis und von dort ins KZ Dachau. Eine junge Frau aus Bockum hatte ihn bei der Polizei denunziert, weil er ihr in der Beichte geraten habe, sich von ihrem Verlobten zu trennen. Andernfalls werde er dafür beten, dass der SS-Mann an der Front falle. Schumann konnte sich nicht wehren, weil er dem Beichtgeheimnis unterlag. Seine Wohnung wurde durchsucht. Der Gestapo fiel ein Brief in die Hände, in dem der Vikar wissen ließ, er sei lieber Priester als Soldat. Das wurde ihm als antimilitärische bzw. staatsfeindliche Gesinnung ausgelegt. Er wurde ins Gerichtsgefängnis Münster und zehn Wochen später ohne Prozess ins KZ Dachau transportiert, obwohl ihn der Gefängnisarzt als schwer herzleidend und nicht transportfähig befunden hatte. Nach seiner Befreiung verfasste er im Auftrag der amerikanischen Militärbehörden einen Bericht über seine Haftzeit in Dachau. Darin hieß es: „Bei der Ankunft im KZ hagelte es Faustschläge und Fußtritte. Wir mussten alle Wertsachen abgeben, uns vollständig entkleiden. Alle behaarten Körperstellen wurden rasiert. Es gab blau-weiß gestreifte Häftlingskleidung. Im Abortraum waren ohne Zwischenwand acht Sitztrichter und acht Stehtrichter. An vielen Stunden des Tages standen Häftlinge Schlange, um an die Reihe zu kommen. Ständig waren Unruhe in unserer Umgebung, Unsicherheit, Hast, Geschrei, verwirrende Befehle, Tätlichkeiten als Methode der SS, die Häftlinge zu zermürben – der Anfang vom schnellen Ende für den, der nicht widerstehen konnte.“ Nach einiger Zeit landete Schumann im Geistlichenblock, von der SS „der Pfaffenblock“ genannt. Dreimal entging der Vikar unerwartet dem Tod: Transporte wurden zusammengestellt, die regelmäßig mit dem Tod der Selektierten endeten. Am 18. April 1942 wurden alle Geistlichen, die im Krankenrevier waren, für einen Transport aufgeschrieben. Ein Pfleger schob Schumann durch die Tür und entließ ihn. Zweimal konnte er sich verstecken. „Die Ausgesuchten gingen in Gruppen von über hundert aus dem Lager und wurden nicht mehr gesehen. Man darf annehmen, dass sie umgebracht wurden.“ Ende 1942 kam Schumann wieder in den Geistlichenblock. Über diese Zeit hielt er fest: „Die anfangs großen Transporte, darunter viele Kranke, sind später verkleinert worden, vermutlich weil Bischof Clemens-August von Münster die Morde an Geistesgestörten und Krüppeln brandmarkte. Kleinere Transporte von je zwölf Mann konnte man leicht im Dachauer Krematorium beseitigen, ohne Aufsehen zu erregen.“ Nach seiner Befreiung durch die US-Armee kehrte Emil Schumann gesundheitlich schwer angeschlagen in sein Hiltruper Kloster zurück. Eine Pfarrstelle, die er übernahm, musste er aufgeben. Am 2. Juni 1981 starb er. 2009 wurde vor der St.-Stephanuskirche für ihn ein Stolperstein verlegt.
Im Oktober 1941 kam Bischof Clemens August Graf von Galen an den Schauplatz der Verhaftung Schumanns. Im August hatte er in Münster drei Predigten gehalten, in denen er die Nationalsozialisten scharf attackierte und die weltweit Aufsehen erregten. Auf dem Weg vom Bockumer Pfarrhaus zur St.-Stephanus-Kirche machte er demonstrativ einen Umweg, um nicht an einer Gastwirtschaft vorbeigehen zu müssen, die als Versammlungslokal der Nazis fungierte. Die Kirche, in der er 50 Minuten lang zum Thema „Auch ihr sollt mir Zeugen sein“ predigte, war schon eine Stunde zuvor bis auf den letzten Platz gefüllt. Viele Besucher mussten draußen bleiben. 3000 Menschen wurden geschätzt. In der Kirche und auf dem Kirchplatz waren, wie hinterher herauskam, zwölf Mitarbeiter der Gestapo-Außenleitstelle Recklinghausen. Sie hatten die Order, auf keinen Fall aktuell einzugreifen, damit in der Bevölkerung mögliche Unruhen vermieden würden. Nach der Predigt begab sich der Bischof unter regelrechten Begeisterungsstürmen in das Pfarrhaus. Die Menge erreichte durch ständiges Rufen, dass er nach kurzem wieder herauskam und 20 Minuten lang eine Rede hielt. Eine Mädchengruppe aus der Bergmannskolonie Radbod trug ein selbstverfasstes Gedicht vor, dessen Kernsatz lautete: „Wir sind Amboß und nicht Hammer.“
Sowjetischen und polnischen Christinnen und Christen war es auf der Basis der nationalsozialistischen Rassenideologie grundsätzlich verboten, an liturgischen Handlungen in deutschen Kirchen teilzunehmen. Gleichwohl lud Pastor Joseph Kloster im Jahre 1942 etwa 25 polnische Zivilarbeiter, „meist Mädchen“, wie er schrieb, vierteljährlich „zum Empfange der hl. Sakramente“ in die Stephanuskirche ein. Eine deutsche Frau, die gut Polnisch sprach, half ihm bei der Vorbereitung. Im Frühjahr 1943 kamen die Polinnen nicht mehr in die Kirche – „eingeschüchtert durch eine Verwarnung, die sie auf dem Amte erhalten“ hatten. „Amt“ bedeutete in Bockum-Hövel: Verwaltung inklusive Kriminalpolizei bzw. Gestapo. Sofern sich katholische Geistliche in Bockum-Hövel amtlichen Anordnungen widersetzten, konnten sie sich durch Bischof Clemens August Graf von Galen in Münster, der sich aktiv für die Seelsorge an katholischen Polen starkmachte, ermutigt fühlen. Am 11. Juni 1943 wies er den Vorsitzenden der deutschen Bischofskonferenz, Kardinal Bertram, darauf hin, dass er das staatliche Verbot von „Versehgängen mit Beichthören“ bei „polnischen Zivilarbeitern“ für sein Bistum nicht hinnehme.
Eine neue Beerdigungsform wurde im Sommer des Jahres 1943 eingeführt. Dabei wurde der Sarg in der Kirche vor der Kommunionsbank aufgebahrt. Dann folgten Requiem, absolutio ad tumbam, schließlich die Beerdigung. Die NSDAP beanstandete diese Beerdigungsform mehrfach, so dass der Pfarrer schließlich nachgeben musste. Am 14. Dezember 1943 schrieb er an den Bürgermeister: Da Sie der Ansicht sind, dass kriegswirtschaftliche Gründe gegen die hier für gewöhnlich angewandte Beerdigungsform bestehen, wird sie bis auf weiteres geändert.
Am 21. November 1943 wurden bei einer Heldengedenkfeierstunde 42 Kreuze mit den Namen, Geburtsdaten und dem Todestag der Gefallenen an der Wand rechts des westlichen Hinterausgangs aufgehängt. Je ein Messdiener trug nach dem Totengebet ein Kreuz durch die Kirche zu der Wandfläche. Man wiederholte das gleiche Procedere bei jedem weiteren Seelenamt für einen weiteren Gefallenen und fügte ein Kreuz mit seinen Daten hinzu. Später wurden diese Kreuze in der Turmkapelle aufgehängt, auch versetzte man den Taufbrunnen in das Kreuzschiff der Kirche. Auf diese Weise wurde die einstige Taufkapelle zur Kriegerkapelle.
Als am Morgen des 1. April 1945 (Ostersonntag) die US-Truppen in Bockum einrückten, war um den Ort herum an vier Punkten eine deutsche Flakbatterie in Stellung gebracht. Zwischen halb acht und halb neun gab es Gefechte. Ein hessischer Obergefreiter kam ums Leben. Der Turm der St.-Stephanus-Kirche wurde durch amerikanische Geschütze beschädigt. Die Gottesdienstbesucher, die zum Ostergottesdienst in der Kirche waren, verließen sie fluchtartig. Größere Schäden an der Kirche, vor allem am Turm, sind wahrscheinlich durch die Geistesgegenwart einiger Kirchenchormitglieder verhindert worden. Sie beauftragten einen jungen, schlanken belgischen Zwangsarbeiter, der am Gottesdienst teilnahm, über die Orgelempore in den Kirchturm zu klettern und eine weiße Fahne durch eine Fensterluke hinauszuschieben. Als die Amerikaner sie sahen und im Umfeld der Kirche keinen Widerstand wahrnahmen, und als zudem Soldaten der Wehrmacht mit erhobenen Armen aus ihren Verstecken kamen, stellten sie das Feuer ein und bewegten sich an der Kirche vorbei in Richtung Hamm.

#### Zeit nach dem Zweiten Weltkrieg

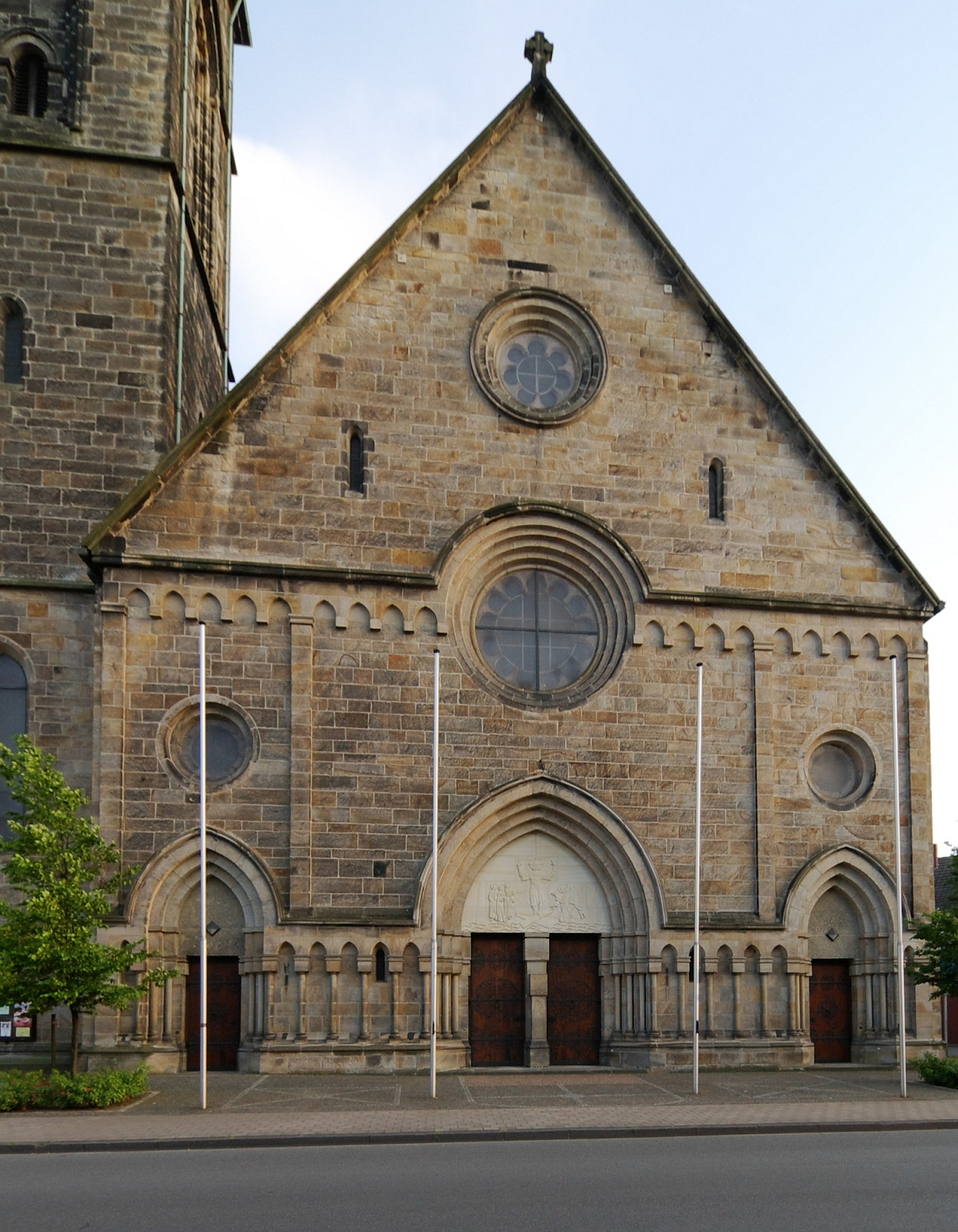
St. Stephanus Eingangsbereich.

1951 schaffte die Bundesrepublik Deutschland die Feste Unbefleckte Empfängnis, Erscheinung des Herrn und Peter und Paul als staatliche Feiertag ab. Am 1. Mai 1956 konnte die Gemeinde hingegen zum ersten Mal das Fest des Heiligen Josef als Patron der Werktätigen feiern. Zum 1. April 1957 wurde die bereits bis zum 1. März 1956 als Seelsorgehelferin tätige Franziska Kupitz wieder als Seelsorgehelferin eingestellt. Sie gründete den Arbeitskreis „Junge Frauen und Mütter“. Dieser trat künftig jeweils am ersten Montag im Monat zusammen, erstmals zum 1. Juli 1957.
Per Pachtvertrag stellte der Kirchenvorstand 1960 eine etwa fünf Morgen große Wiesen- und Ackerfläche zur Errichtung des heute noch dort befindlichen Sportplatzes zur Verfügung. Das Stellgebäude des Pastorats an der Dörholtstraße wurde im April 1963 zu drei Heimräumen für die Jugend umgebaut und im April 1965 bezogen. Ebenfalls 1965 stiftete ein Gemeindemitglied die bis 2005 in der Kirche aufgestellten Krippenfiguren. Diese wurden zu Weihnachten 2006 durch eine neue, ebenfalls gestiftete Krippe ersetzt.
1968 stifteten die Anwohner der Barsener Straße und der Wellingstraße einen neuen Bildstock des Heiligen Stephanus. Dieser wurde durch den Bildhauer Josef Krautwald aus Rheine aus Ibbenbürener Sandstein gestaltet und noch im selben Jahr geweiht. Er sollte an einen Bauern erinnern, der an dieser Stelle Jahre zuvor vom Blitz erschlagen worden war. In späteren Jahren diente er als zweiter Segensaltar bei der Fronleichnamsprozession. Schließlich wurde der völlig verwirrte Bildstock durch ein anderes Bildnis des Heiligen Stephanus ersetzt.
1969 wurde die Vorabendmesse am Samstag als gültige Sonntagsmesse eingeführt. Somit konnten sich die etwa 1.260 Kirchenbesucher auf die drei Messfeiern am Samstag um 18:30 Uhr, am Sonntag um 8 Uhr und am Sonntag um 10 Uhr verteilen.
1971 wählte man zum ersten Mal das Pfarrkomitee. Franz Bäumer wurde zu seinem ersten Vorsitzenden. In den Folgejahren benannte man das Gremium in „Pfarrgemeinderat“ um. Der erste Pfarrgemeinderat fällte die Entscheidung, auch Mädchen als Messdiener für den Altardienst zuzulassen.
Pfarrer Georg Gerken verbrachte mit der Gemeinde den „Tag der Freude“ am 28. Mai 1972 im Heim für körperbehinderte Kinder und Erwachsene im St. Bernhards-Hof in Maria Veen (Kreis Coesfeld). 1974 wurde dies wiederholt. Der passionierte Bergsteiger Gerken, der während seiner Amtszeit des Öfteren Reisen in die Dolomiten für die Pfarrjugend anbot, seilte sich am 23. Mai 1976 vom Turm der Kirche ab. Die Veranstaltung kam behinderten Jugendlichen zugute. Mit dem Reinerlös führte die Pfarrgemeinde im September 1976 im Rehabilitationszentrum „Maria Veen“ wieder einen „Tag der Freude“ durch.
Im Januar 1974 beauftragte man den Architekten Heinrich Blombecker aus Bockum mit der Neuerrichtung des Pastorats zwischen dem ehemaligen Pastorat und der Vikarie. Die im September 1974 begonnenen Arbeiten führten zur Bezugsfertigkeit im Folgejahr.
Nach einjähriger Bauzeit konnte das alte Pastorat im Mai 1977 durch Weihbischof Reinhard Lettmann als Altentagesstätte eingeweiht werden. Dieses hat noch heute eine große Terrasse, drei Versammlungsräume, einen Clubraum, eine Küche, einen Beratungsraum und einen Werkraum.
Zur Weihe des Evangelischen Katharina-Luther-Gemeindezentrums an der Südgeist am 5. Februar 1989 überreichte die Stephanusgemeinde eine Osterkerze nebst Ständer als Geschenk. Zu Weihnachten 1990 wurde eine von der Sparkasse Hamm gestiftete und vom Architekten Herbert Dunkel gestaltete Stephanus-Statue an der Kirche auf dem neugestalteten Platz vor der Sparkasse Hamm aufgestellt.
1994 wurden auf dem Grundstück der Kirchengemeinde vor dem Pastorat drei Bäume unter Schutz gestellt und in das Baumverzeichnis der Stadt Hamm aufgenommen. Es handelt sich um einen Bergahorn, eine Eibe und eine Linde. Im selben Jahr erhielt die Kirchengemeinde St. Stephanus nach der Teilnahme an dem Wettbewerb „familienfreundliche Gemeinde 1994“ eine Auszeichnung durch das Kreisdekanat Warendort. Neben St. Stephanus wurde auch die Drensteinfurter Gemeinde St. Regina ausgezeichnet. Zur Begründung führte das Kreisdekanat aus: Die Pfarrgemeinde St. Stephanus ist engagiert in einem zur Pfarrgemeinde gehörenden Brennpunkt tätig. Hier wurde eine konkrete Hilfe für Menschen vor Ort deutlich. Hinzu kommt, dass sämtliche Maßnahmen für Familien in der Pfarrgemeinde St. Stephanus in Bockum in einem geschlossenen Gesamtkonzept verankert sind.
Pfarrer Sundermann rief im März 1995 die Gemeindemitglieder zu einer Aktion „Arbeit für alle“ auf. Dabei sollten sie ihre Solidarität mit Arbeitslosen bekunden. Durch die Spenden sollten zusätzliche Lehrstellen für schwer vermittelbare Jugendliche geschaffen werden.
Bei der Umgestaltung des Kirchrings wurde der historische Ortskern Bockum betont. Es wurde mit Betonpflastersteinen und Natursteinen in verschiedenen Verlegemustern gepflastert. Außerdem wurden Rosenbeete angepflanzt und Anpflanzungen von Bäumen wie Rotdorn und Hainbuche vorgenommen. Am 18. August 2001 wurde der neugestaltete Kirchplatz eingeweiht.

#### Pfarrei Heilig Geist
Vor dem Hintergrund der Veränderungen im kirchlichen Leben und des zunehmenden Priestermangels forderte Bischof Reinhard Lettmann durch Schreiben vom 14. Juni 1999 die Christen im Bistum Münster auf, Kooperationsüberlegungen anzustellen. Die Pfarrgemeinderäte und Kirchenvorstände der vier Bockum-Höveler Pfarrgemeinden traten daraufhin zusammen und verständigten sich auf das Modell „Seelsorgeeinheit“. Dies bedeutet, dass alle Bockum-Höveler Pfarrgemeinden gemeinschaftlich durch ein Seelsorgerteam betreut werden sollten. Der so gegründete neue Seelsorgerat tagte zum ersten Mal am 30. Oktober 2000. Auf diese Weise wollten die vier Gemeinden in enger Kooperation ein Netzwerk bilden, in dem Haupt- und Ehrenamtliche eine offene Kirche leben konnten. Vom 6. und 7. Januar 2001 an wurden die Sonntagsmessen sowohl in der Anzahl als auch im Zeitplan aufeinander abgestimmt.
Zum 1. Januar 2005 wurde die ehemals selbständige Kirchengemeinde St. Stephanus mit den Gemeinden Christus König, Herz Jesu und St. Pankratius zur neuen katholischen Kirchengemeinde Heilig Geist Bockum-Hövel zusammengelegt. Die Auflösung der vier Kirchengemeinden in Bockum-Hövel erfolgte zum 31. Dezember 2004. Neue Pfarrkirche ist St. Pankratius, die anderen Kirchen werden als Filialkirchen genutzt. Dieses gegen Widerstände seitens der traditionell lokalpatriotischen Gemeindemitglieder Bockums und Hövels durchgesetzte Vorgehen war dem Priestermangel, einer drohenden Finanzlücke und einem Schwund an Gläubigen durch Bevölkerungsrückgang und schwindender Kirchenbindung geschuldet.
Heilig Geist hat somit zwischen 12.000 und 13.000 Mitglieder. Pro Woche werden in den Kirchen etwa dreißig Gottesdienste gefeiert. Pfarrer und Hauptamtliche betreiben eine „Seelsorge mit Angesicht“. Rhetorisch ist von den „vier Gemeinden“ der Pfarrei Heilig Geist die Rede, um zu verdeutlichen, dass man sie nicht nur als vier „Bezirke“ einer künstlich geschaffenen Verwaltungseinheit betrachtet.
Seit der Amtszeit Pfarrer Gerkens kam es innerhalb der Gemeinde wiederholt zu Auseinandersetzungen zwischen der St.-Stephanus-Gemeinde und dem jeweils amtierenden Pfarrer. Endete dies bereits im Falle Gerkens mit einem Rückzug aus der Gemeinde, haben Ereignisse der jüngeren Vergangenheit zu einer nachhaltigen Verstimmung zwischen der Heilig-Geist-Gemeinde und dem Bistum Münster geführt. Mitte 2009 teilte Lektor Franz-Josef Bäumer, der seit 57 Jahren als ehrenamtliches Mitglied im Dienst der Gemeinde stand, eine konsekrierte Hostie mit einem evangelischen Pfarrer. Entsprechend warf der designierte Pfarrer Norbert Weidemann seinem Lektor eine „schwere Sünde“ gegen die katholische Kirche vor. Der Westfälische Anzeiger erklärte in seiner Berichterstattung vom 9. August sein Unverständnis über diesen höchst akademischen, selbst für manchen Christen schwer nachzuvollziehenden Streit. Eine Auffassung, die von den Gemeindemitgliedern geteilt wurde. Nachdem Franz-Josef Bäumer im Nachgang der von den Lokalmedien zum „Ketzerstreit“ stilisierten Auseinandersetzung seinen Dienst quittiert hatte, wandten sich einige Gemeindemitglieder gegen die beiden Geistlichen, denen sie Handeln gegen die Interessen der Gemeinde vorwarfen. Norbert Weidemann und Pfarrer Christoph Theberat, die erst ein Jahr zuvor ihren Dienst in Bockum-Hövel angetreten hatten und noch nicht als Pfarrer und Kaplan der Gemeinde eingesetzt waren, zogen sich daraufhin aus der Gemeindearbeit zurück.
Zum 2. Februar 2010 sollte in der Heilig-Geist-Pfarrei Detlef Ziegler als neuer Pfarrer eingeführt werden. Dabei kam es erneut zu Widerständen aus der Gemeinde, so dass Ziegler kurzfristig auf seinen Amtsantritt verzichtete. Diözesanbischof Felix Genn reagierte verstimmt auf den Vorgang und richtete einen offenen Brief an die Gemeinde.

„Liebe Schwestern und Brüder im Herrn,
nach längerer Vakanz der Pfarrstelle in Hamm-Bockum-Hövel habe ich mich gefreut, Ihrer Pfarrgemeinde am Sonntag, 7. Februar 2010 Herrn Pfarrer Dr. Detlef Ziegler als neuen Pfarrer geben zu können. Ich habe ihn für Ihre Gemeinde ernannt, da ich ihn für einen qualifizierten Pfarrer halte. Er hat sich in der Zeit der Pfarrverwaltung gut eingearbeitet und in meinem Sinne mit dem Team und vielen Gemeindemitgliedern zusammen gearbeitet. Zuverlässig und mit Leidenschaft hat er das Evangelium verkündet und mit Vielen in Ihrer Gemeinde im Leben bezeugt.
Ich habe auch große Hochachtung davor, dass er sich vor seine Vorgänger in der Pfarrverwaltung gestellt hat, als diese erneut öffentlich in ein schlechtes Licht gerückt wurden. Bereits im vergangenen August hatte eine die Emotionen schürende Berichterstattung in der Zeitung zu einer für die damaligen Pfarrer unerträglichen Situation beigetragen. Kein Pfarrer macht alles richtig. Es macht mich aber schon mehr als nachdenklich, wenn Pfarrer in Hamm – wie die Zeitung schreibt – als Priester dargestellt werden, die „Ketzer verfolgen“ und „Gemeinden ins Mittelalter“ zurückversetzen, und dass die selben Pfarrer an anderer Stelle gelobte und gern gesehene Seelsorger sind.
Leider gibt es in der Gemeinde einige Kräfte, die die Pfarrer in solchen kritischen Situationen wenig stützen. Dies ist in den letzten Tagen wieder geschehen. Ich bedauere diese Entwicklung sehr. Pfarrer Dr. Ziegler hatte im November eine andere ihm angebotene gute Stelle ausgeschlagen, da er lieber Pfarrer in Ihrer Gemeinde werden wollte. Dies hat sich in den vergangen Wochen sehr geändert. Wie berechtigt Pfarrer Zieglers neuer Wunsch ist, die Pfarrstelle jetzt nicht anzutreten, konnten Herr Generalvikar Kleyboldt, Herr Domvikar Köppen und Herr Justitiar Honkomp erleben, als sie in dieser Woche an einer Kirchenvorstandssitzung teilgenommen haben.
Auch das übrige Pastoralteam steht unter einem starken psychischen Druck. Mit den anderen Priestern und Pastoralreferenten werden wir in den nächsten Tagen weitere Gespräche führen. Einige haben bereits deutlich ihren Wunsch nach einer Versetzung geäußert. Als Bischof bin ich nun in der schwierigen Situation, die vielen Gläubigen, die auf einen Pfarrer warten und ihren Glauben mit ihm leben wollen, nicht zu enttäuschen und zugleich keine weiteren Priester und andere Seelsorger mehr in Hamm-Bockum-Hövel aufzureiben.
Ich habe darum Herrn Pfr. Heinrich Innig gebeten, neben seiner Pfarrei Seliger Nikolaus Groß in Werne, die Pfarrverwaltung in der Pfarrei Hl. Geist zu übernehmen. Er wird nicht in Ihrer Gemeinde wohnen und steht für Sie lediglich als Ansprechpartner in allen grundsätzlichen Fragen der Seelsorge zur Verfügung. Für die aktive Seelsorge in Ihrer Pfarrei habe ich einen anderen Priester angesprochen, der mit Ihnen die Gottesdienste feiern wird und für Beerdigungen und die Spendung der Sakramente zur Verfügung steht.
Es ist mir ein großes Anliegen, dass dies in den kommenden Monaten in Ihrer Pfarrgemeinde gewährleistet ist. Alle Glieder der Kirche leben zunächst aus den Sakramenten und dem Gottesdienst. Auch die Trauernden sollen den Trost des Glaubens durch den Beistand der Seelsorger erfahren können und nicht unter der gegenwärtigen Situation in der Pfarrgemeinde zusätzliches Leid erfahren. Ich bin zuversichtlich, diesen Priester in der kommenden Tagen von seinen bisherigen Verpflichtungen in einer anderen Gemeinde entbinden zu können.
Ich wünsche, dass in dieser Zeit alle darüber nachdenken, wie zukünftig Seelsorger vor Ort leben und arbeiten können und Ihre Gemeinde wieder Frieden und Einheit finden kann. Darüber sollten wir miteinander im Gespräch bleiben und füreinander beten.“

Im März des Jahres 2011 trafen sich Pfarrgemeinderat und Kirchenvorstand von Heilig Geist unter Leitung des vorübergehenden Pfarrerverwalters Heiner Innig mit Karl Render, Vertreter des Bistums, und Domkapitular Ludger Jonas. Man einigte sich im Verlauf des Gespräches darauf, dass Jonas neuer Pfarrer in Heilig Geist werden soll. Seine Amtseinführung wurde auf den 11. September 2011 terminiert. Pfarrverwalter Innig bezeichnete Jonas als „Idealbesetzung“, um die sich vor allem Bischof Genn bemüht habe. Jonas habe sich nach dem Studium des von Gremien in Heilig Geist erstellten Gemeindeprofils gern um die neue Stelle bemüht. Seinen Dank richtete Innig an die Pfarrer Robert Schmäing und Miroslaw Piotrowski, die Ehrenamtlichen und die Sekretariate für die Abwicklung der mehr als dreizehn Monate andauernden Vakanzzeit. 2017 beendete Domkapitular Ludger Jonas seinen Dienst in der Pfarrei Heilig Geist. Die Pfarrverwaltung übernahm Generalvikar Klaus Winterkamp, ehe sie 2018 von Pfarrer Robert Winschuh übernommen wurde. Er ist seit 2019 leitender Pfarrer der Pfarrei Heilig Geist.

## Architektur und Ausstattung

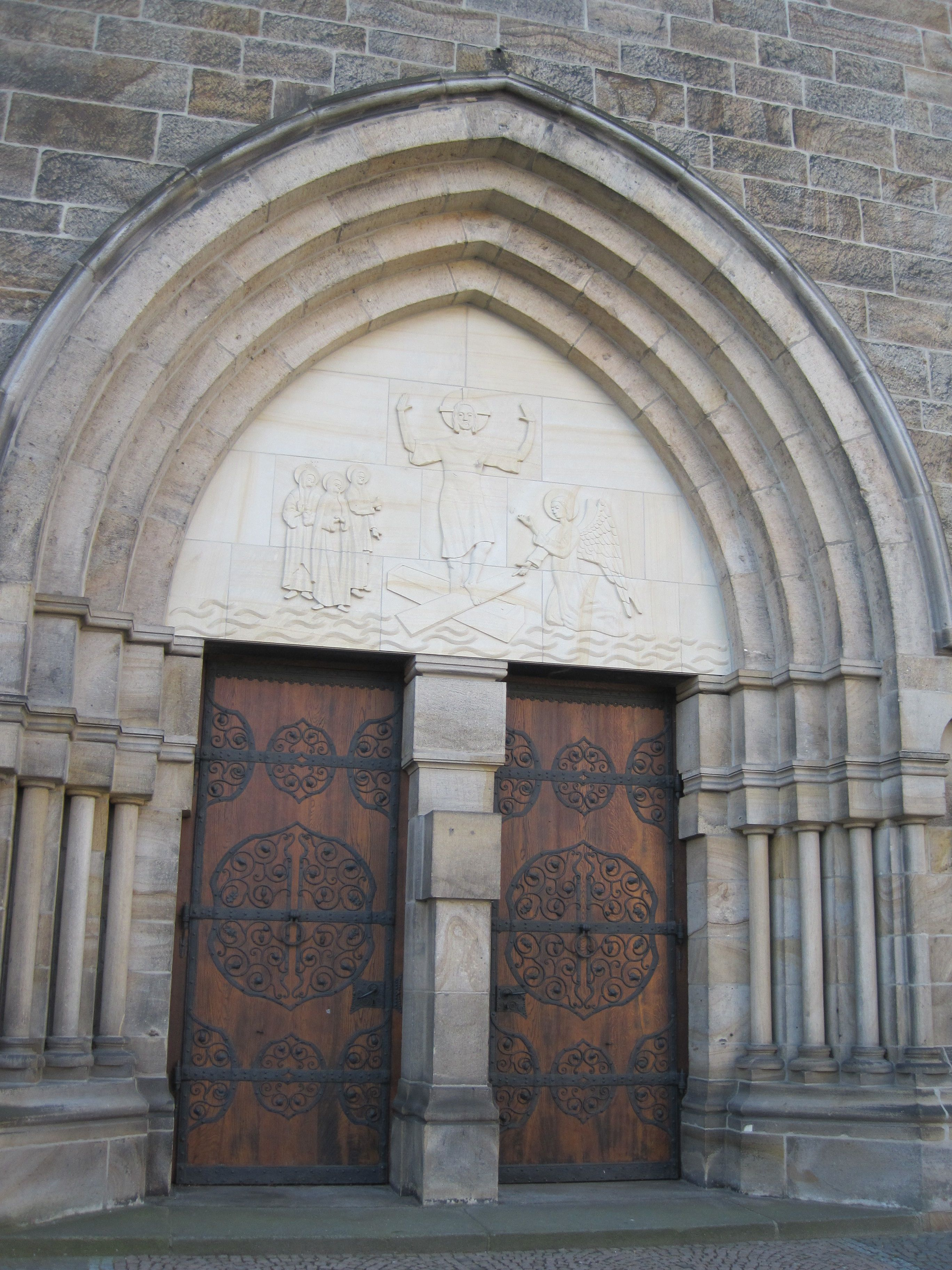
Mittleres Eingangsportal mit Auferstehungs-Tympanon

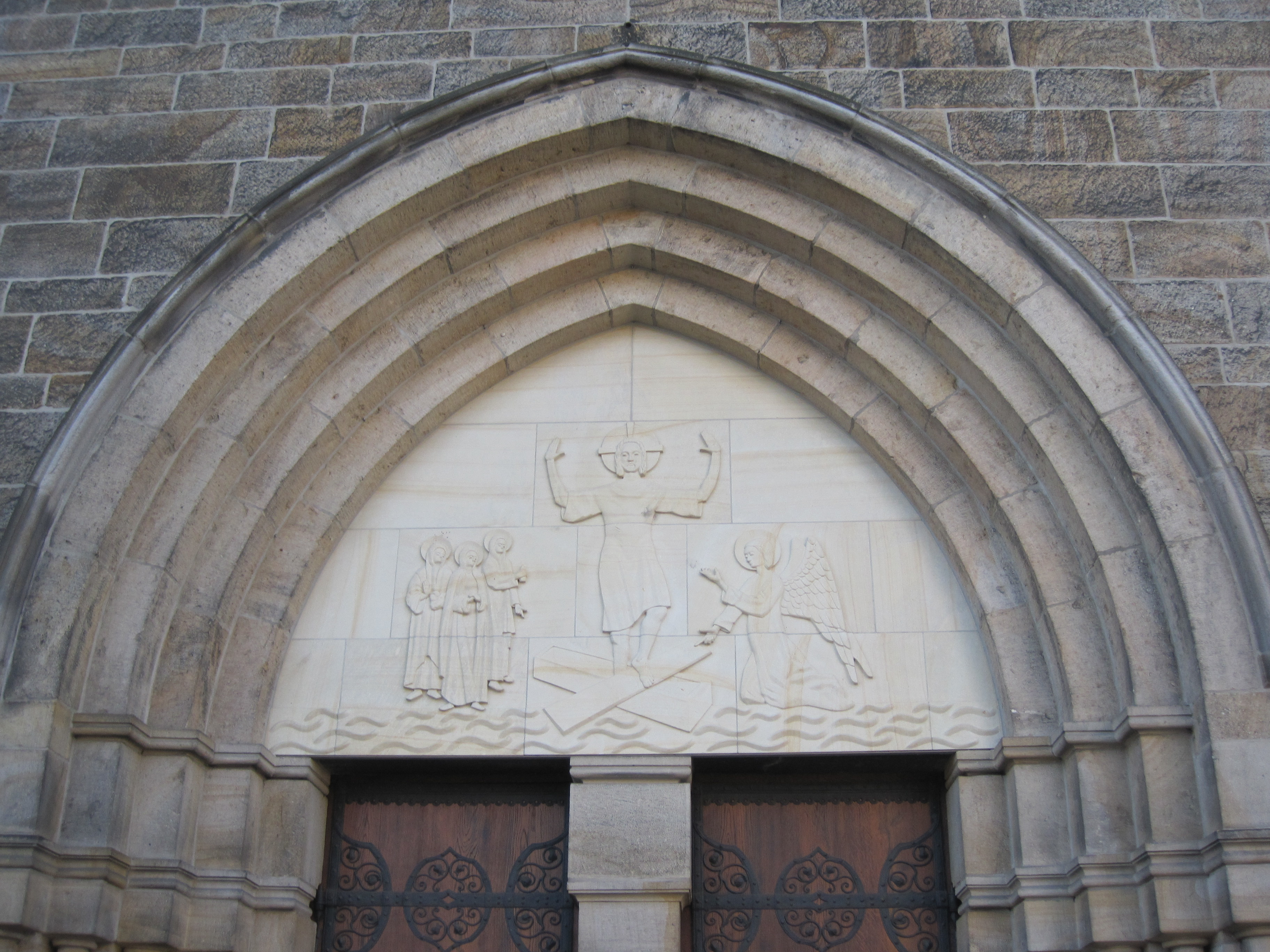
Auferstehungs-Tympanon

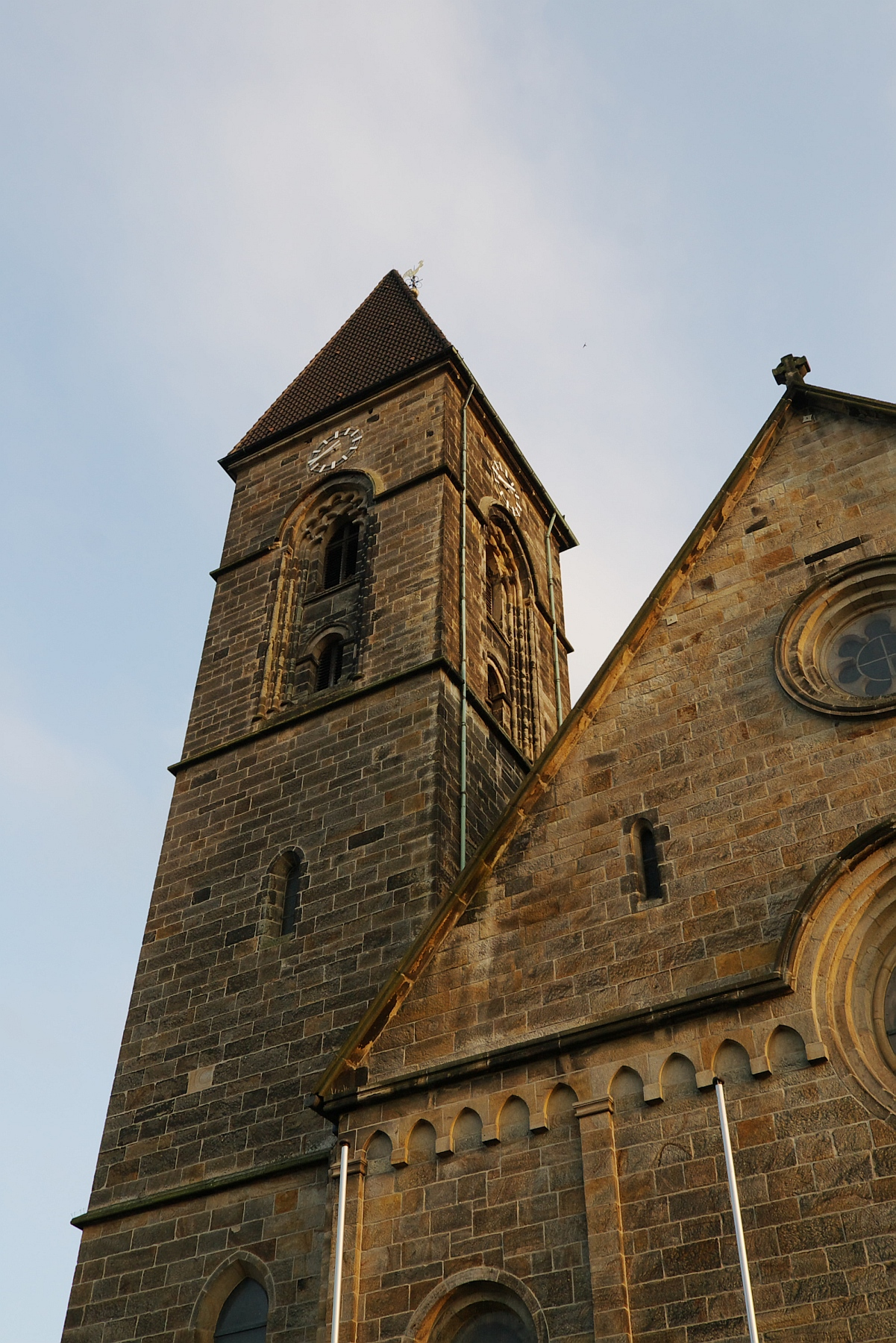
St. Stephanus, Turm.

Es handelt sich bei der St.-Stephanus-Kirche um einen stattlichen Quaderbau. Sie weist eine dreijochige Halle mit Querhaus, ein Chorjoch und eine flache, polygonale Apsis auf, in Schmuckformen des romanogotischen Übergangsstils. In der Westfassade sind drei Portale, Friesen und vorgestellte Dreiviertelsäulen eingelassen. Im Nordwesten befindet sich ein wuchtiger Turm. Die Fassade des Südquerhauses hat Blendbögen im Erdgeschoss; darüber findet sich eine Rosette. Die Konsolen der Friese und die Kapitelle sind teilweise mit Masken und Rankenwert ausgestattet.
Jennen hatte für die Ausführung anstelle von Backstein den Ibbenbürer Sandstein empfohlen. Dieser sei „monumentaler und bodenwüchsiger“. Diesen Eindruck vermittelt der in sauberem Quaderwerk errichtete Bau auch heute noch. Zur Hauptstraße hin, an der die Kirche auch gelegen ist, findet sich eine mächtige Giebelfassade mit drei Gewändeportalen im Erdgeschoss. Das mittlere Portal hat zwei Türen und ist höher als die beiden links und rechts davon befindlichen Seitenportale, mit denen es durch hohe Blendarkaden verbunden ist. Für die spitzbogige Tympana war offensichtlich eine Ausstattung mit Skulpturen vorgesehen. Diese ist jedoch aus Kostengründen lange Zeit nicht realisiert worden; erst mehrere Jahre nach dem Jahrtausendwechsel wurde hier ein Auferstehungs-Tympanon angebracht. Vier aus der Gliederung des Erdgeschosses emporsteigende Lisenen teilen den oberen Bereich dieser Fassade in ein großes mittleres und zwei schmale seitliche Fenster. Diese werden oben von einem Bogenfries abgeschlossen. Der Fries wiederum wird im mittleren Feld durch ein großes Rundfenster mit mehrfach abgestuftem Gewände unterbrochen, das zur Hälfte in das Giebeldreieck hineinragt. Zudem finden sich dort drei kleinere Rundfenster, eines im oberen Giebeldreieck, zwei in den seitlichen Feldern der Fassade.
Anders als bei den Portalen dieser Front und den schmalen Fenstern der seitlichen Kirchenwände hat der Architekt an der westlichen Giebelfront des Querhauses nicht dem Spitzbogen den Vorzug gegeben, sondern ihm einen eher dem romanischen Stil entlehnten Charakter gegeben. Die Wand im Erdgeschoss wird durch vier hohe Wandpfeiler mit Basen auf einem Sockel und drei Rundbögen gegliedert. Das darüber befindliche Obergeschoss wird unterhalb des Giebeldreiecks von einem großen Rundfenster durchbrochen. Die Süd-Ost-Ansicht der Kirche wirkt aufgelockerter. Unter einer reich gegliederten, jetzt mit roten Ziegeln neu gedeckten Dachlandschaft befinden sich der östliche Querhausgiebel und das in den Winkel zwischen Querhaus und Chor gesetzte, in Renaissanceformen gestaltete Sakristeigebäude. Die in die Sakristei führende Außentür nebst dem auffälligen Schloss stammt noch aus der alten Kirche. Dies gilt auch für die Fenster der Sakristei, auf denen Kirchenlehrer dargestellt sind. Auf der Außenwand des westlichen Querhauses finden sich vier Kapitelle. Links der Löwe, rechts der Adler, beide als Symbol für die Evangelisten. In der Mitte sind die Brotvermehrung und der Hirsch an der Quelle dargestellt. Die Kapitelle konnten 2005 mit Hilfe von Spendengeldern restauriert werden.
An den beiden Beichtapsiden befindet sich ein Fries, der abwechselnd Ornamente und Gesichter darstellt. Deren Blick soll Böses fernhalten. Er erfüllt damit die gleiche Funktion wie die Drachen- oder Dämonenköpfe von Wasserspeiern an Kathedralen. Die übrigen Gebäudeteile werden von dem in vier Geschossen aufsteigenden, seitlich an das Langhaus angefügten, 47 Meter (alternative Angabe: 35 Meter) hohen Turm überragt. Dieser ist durch ein steiles Walmdach gedeckt. Er wirkt, vor allem aus der Fernsicht, recht schlank im Verhältnis zum massigen, bodenständigen Kirchengebäude.
Das Innere des großen, dreischiffigen Gebäudes mit Querhaus erinnert an die westfälischen Hallenkirchen des hohen Mittelalters. An der inneren Nordfassade weist die Stephanuskirche eine Breite von 19,50 Meter und von dort bis in die halbrunde Apsis hinein eine Länge von 40 Meter auf. Die zweieinhalb querrechteckigen Joche des Langhauses werden von sehr schmalen Seitenschiffjochen begleitet und sind, ebenso wie diese, mit einem Kreuzrippengewölbe bedeckt, dessen Gurtbögen auf schweren, quadratischen Pfeilern ruhen. Über Eck gestellte, sehr kräftige runde Dienste an diesen Pfeilern münden in kämpferartig ausgebildete Kapitelle. Ihr stark im Jugendstil gehaltener Schmuck wurde im Jahre 1911 seitens des Bildhauers Peter Weinforth aus Neuss gefertigt. Er zeigt im Westen Verkündigung und Sündenfall, im Osten Geburt und Vertreibung aus dem Paradies und an gleicher Stelle im Chor die Masken der vier Evangelisten. Neben dem Altar finden sich „Osterlamm“ und „Pelikan“. Die Kämpfer außen an der Westfassade des Querhauses wurden durch denselben Künstler gestaltet.
Im südlichen Bereich der Außenwände der Seitenschiffe finden sich jeweils flach gerundete Nischen. Das mittlere Portal in der Nordfront wird innen auf beiden Seiten von Wendeltreppen gesäumt, die zur Orgelempore führen. Diese öffnet sich im Erdgeschoss in drei tragenden Bögen zum Langhaus hin. Die Bögen ruhen auf niedrigen Säulen; ihr der Musik gewidmeter Kapitellschmuck stammt von Peter Weinforth: „Iaus eius in ecclesia sanctorum“, „Kündet sein Lob in der Kirche der Heiligen“ mit der Heiligen Cäcilia, und „cantate domino canticum novum“, „Singt dem Herrn ein neues Lied“ mit König David. Die beiden Seitenportale münden in die Seitenschiffe. Hier schließt sich auf der Ostseite auf quadratischem Grundriss die Kriegergedächtniskapelle im Erdgeschoss des quadratischen Turmes an. Diese ist heute der Ehrung der Opfer beider Weltkriege gewidmet.
Das mächtige Querhaus, das beiderseits um ein Joch über die Seitenschiffe hinausragt, öffnet sich im großen Triumphbogen zum Chorjoch hin. Dieses endet im Süden mit einer flach gerundeten, außen dreiseitig ummauerten Apsis. Dort befindet sich ein hohes Kreuz, das aus einem ca. 1920 errichteten Holzaltar stammt, der inzwischen verschwunden ist. Links vom Altar hängt als Chorglocke eine Glocke aus dem ehemaligen Marienstift. Rechts davon befindet sich ein wohl aus dem 19. Jahrhundert stammendes Retabel mit den Heiligen Stephanus, dem Patron der Gemeinde, und Petrus/alternative Angabe: Paulus, dem Patron des Bistums, eingerahmt von zwei Engeln. Es stammt wahrscheinlich aus dem 19. Jahrhundert.
Der Zelebrationsaltar hat ein Mittelstück, das der Mauritzkirche zu Münster entnommen worden ist. Seine Front wird durch eine reiche, rein ornamentale Arbeit aus Baumberger Naturstein geziert. In der Südwand des Querhauses, und zwar rechts und links vom Chor, befinden sich flach gerundete Nebenapsiden. In der östlichen steht heute der Seitenaltar für die Werktagsgottesdienste, der aus Spolien des ehemaligen Hochaltars aus der Erbauungszeit gefertigt ist. 1978 wurde das Unterteil einer Kanzel aus der Kirche in Vohren als Seitenaltar in die St.-Stephanus-Kirche.
Der aus der Mitte des 13. Jahrhunderts stammende Taufstein wurde vor der westlichen Nebenapside aufgestellt. Darüber hing früher ein Kruzifix aus dem Jahre 1950, das der Bildhauer Heinrich Gerhard Bücker gefertigt hat; dieses ist jetzt das Sakristeikreuz. Der Taufstein ist von acht Säulen umgeben. Die Zahl acht symbolisiert die Zahl der Vollkommenheit. In Joh. 20, 26 heißt es: „Acht Tage darauf waren seine Jünger wieder versammelt, auch Thomas war dabei. Die Türen waren verschlossen. Da kam Jesus, trat in ihre Mitte und sagte: Friede sei mit euch.“ Der biblischen Zählweise entsprechend hat die Woche acht Tage. Der erste Tag des Jahres wird dabei jeweils mitgezählt. Aus diesem Grund aufersteht Jesus am dritten Tag, obwohl der Zeitraum von Karfreitag bis Ostersonntag nur zwei Tage umfasst. So ist auch der zitierte Bibelvers zu verstehen. Acht Tage später war wieder Auferstehungstag, ein weiterer Sonntag. Die großen christlichen Feste fanden ursprünglich im achten Tag ihren Abschluss: Am 1. Januar als Oktav von Weihnachten, am Weißen Sonntag nach Ostern, am Dreieinigkeitsfest nach Pfingsten. Es wird hier eine Rückkehr zum Ursprung dargestellt. Die acht Säulen am Taufbrunnen sind eine Erinnerung an den menschlichen Ursprung und ermutigen zu einer Erneuerung. Taufe ist die Rückkehr zu dem, wozu Menschen von ihrem Schöpfer bestimmt sind. Tauferinnerung im Glauben an den Auferstandenen am achten Tag ist Rückkehr zu dem, was der Schöpfer mit den Menschen vorhat: in Gemeinschaft mit ihm leben, das Leben finden, außerdem Glück. Glück wird dabei auch mit Seligkeit übersetzt. In der Bergpredigt finden sich wiederum acht Seligpreisungen, die von diesem Glück sprechen: „Selig, die Frieden stiften, denn sie werden Kinder Gottes genannt werden“ (Mt 5, 9). Frieden ist in dem zu finden, der am achten Tag, am Tag der Vollendung unter den Menschen ist.
Links am Pfeiler vom Chor ist ein spätgotischer, im dritten Quartal des 15. Jahrhunderts geschaffener steinerner Wandschrein für die Sakramente angebracht, der ebenfalls noch aus der alten Kirche stammt. 1983 hat er eine von der Bildhauerin Schwester Tisa von der Schulenburg (OSU) aus Dorsten gestaltete Bronzetür bekommen, auf der die von Mose ausgeschickten Kundschafter und die Emmaus-Jünger mit dem auferstandenen Christus am Tisch zu sehen sind. Dieselbe Künstlerin hat auch den Ambo mit dem fleißigen Sämann gestaltet. Beide Bronzewerke wurden in der Glockengießerei in Gescher gegossen.
Links am Chorpfeiler ist der Grundstein der Kirche aus dem Jahre 1906 eingemauert. Es handelt sich um einen einfach gehaltenen schwarzen Stein mit der goldenen Inschrift „L. A. 1906“. L. A. bezeichnet dabei die Anfangsbuchstaben der beiden lateinischen Wörter Lapis (Grundstein) und Anno (Jahr). In der Mitte sowie den vier Ecken befindet sich je ein Kreuz. In der Altarplatte eingemeißelt ist diese Anordnung der Kreuze nochmals zu sein.
Eine kleine hölzerne Pieta im linken Nebenchor wurde um das Jahr 1730 herum gefertigt. Sie stammt, ebenso wie eine Figur des Heiligen Stephanus an der Ostwand des Querhauses, noch aus der alten Kirche. Die Fotografien zeigen, dass die Stephanusstatue Teil des Hochaltars war. Insgesamt gibt es vier Darstellungen des Pfarrpatrons Stephanus in der neuen Kirche. In der Werktagskapelle finden sich die bildliche Darstellung der Steinigung und die Stephanusstatue. Im Sakramentshaus ist Stephanus figürlich dargestellt, in den Händen hält er Buch und Steine. Auf dem Retabel befindet sich sein Bild.
Ergänzt wurde die künstliche Ausstattung in neuerer Zeit durch eine lebensgroße Madonna von 1979 und den guten Hirten von 1984, Holzschnitzwerke von Franz Bernhardi aus dem Grödner Tal und durch die mosaikgearbeiteten Kreuzwegstationen des ortsansässigen Malers Josef Dieckmann von 1979.
1992/93 wurde die 1916 von der Firma Breil aus Dorsten auf der Empore aufgestellte Orgel überholt. Sie weist jetzt 30 Register auf, wobei das ursprüngliche Prospekt beibehalten wurde.
2005 erhielt die Kirche durch eine Spende einen neuen Bronzeständer für die Osterkerze. Es finden sich außerdem schön gestaltete Fenster und Fensterornamente; dies gilt auch für die schlichten Fenster, die die Seitenschiffe zieren. Durch sie fällt großzügig Licht herein, was die Kirche zu einem einladenden Gotteshaus macht. Kurz vor dem Ausgang der Kirche durch die linke Tür findet sich im kleinen Rundfenster eine Darstellung der Heiligen Dreifaltigkeit, vor dem Ausgang durch die rechte Tür erkennt man die Darstellung des Heiligen Michael im Michaelsfenster.
Der von dem Architekten Jennen geschaffene Bau scheint in Anlage und Konzeption mittelalterlichen Vorbildern zu entsprechen. Doch trägt der übersichtliche Raum mit weit gestellten Pfeilern vor allem dem modernen, sich um die Jahrhundertwende in der Architektur durchsetzenden Bedürfnis nach Durchsichtigkeit und Zusammenführung Rechnung. Die St.-Stephanus-Kirche hat somit als Werk des späteren Historismus zu gelten.

### Goldenes Evangelienbuch von Echternach
Von einem anonymen Spender stammt das Faksimile des Codex aureus Epternacensis (Goldenes Evangelienbuch von Echternach). Während sich das Original des zwischen 1030 und 1050 geschaffenen Manuskriptes im Germanischen Nationalmuseum in Nürnberg befindet, wurden von Goldschmieden, Bildhauern und anderen Fachleuten 250 Exemplare bis ins Detail als Faksimile nachgebildet. Farben, Bilder und Art des Papiers entsprechen dem Original, ebenso der wahrscheinlich zwischen 985 und 991 entstandene Prunkdeckel, von dem aber nur 150 Exemplare hergestellt werden sollten. Die Herstellung erfolgte in Handarbeit, deshalb benötigte ein Exemplar zwei Jahre Arbeit. Pfarrer Gerken reagierte deshalb erstaunt, dass die St.-Stephanus-Gemeinde das erste Faksimile erhielt. Bei der Bestellung war die Gemeinde noch auf der vierzehnten Stelle der Warteliste gewesen. Die Begründung liegt wohl darin, dass St. Stephanus die einzige Gemeinde war, die das Buch zu liturgischen Zwecken nutzen und in den Gottesdienst einbeziehen wollte. Ostern 1986 konnte das Buch der Gemeinde erstmals präsentiert werden. Seither wird das Buch an hohen Festtagen im Kirchenraum ausgestellt.

### Orgel
In der alten Kirche befand sich eine 1858 aus Herbern erworbene Orgel. Bedingt durch ihr Alter und die zeitweise Aufstellung in der Notkirche zwischen 1903 und 1907 erlitt die Orgel irreparable Schäden, so dass Orgelbaumeister Breil schließlich aufgab. Man beschloss, eine neue Orgel anzuschaffen. Diese konnte 1918 eingeweiht werden. Es handelte sich bei der Breil-Orgel um ein pneumatisches Instrument, 27 Register auf zwei Manuale und Pedal. Nachdem zum Ausgang des Jahrtausends die Anschaffung einer neuen Orgel erforderlich wurde, erfolgte zwischen dem 5. März und dem 25. März 1991 der Ausbau der Breil-Orgel. Die heutige Orgel wurde unter Verwendung der noch brauchbaren Orgelteile (Prospekt und Pfeifenmaterial) zwischen August und Dezember 1992 von dem Orgelbaumeister G. Christian Lobback (Neuendeich) eingebaut. Das Instrument hat 30 Register, die sich auf zwei Manuale und Pedal verteilen, drei Windladen, 2.010 Pfeifen, wobei die größte 5,6 m mit Fuß, die kleinste 12 mm klingende Länge misst. Das erste Orgelkonzert auf der mit einem sehr guten Klangvolumen ausgestatteten neuen Orgel fand am 14. Februar 1993 statt.
| I Hauptwerk C–g3 |                   |       |     |
| 1.               | Bordun            | 16′   | (B) |
| 2.               | Prinzipal         | 8′    |     |
| 3.               | Gamba             | 8′    |     |
| 4.               | Flaut major       | 8′    | (B) |
| 5.               | Oktave            | 4′    |     |
| 6.               | Flaut dolce       | 4′    | (B) |
| 7.               | Superoctave       | 2′    |     |
| 8.               | Cornettino II-III |       |     |
| 9.               | Mixtur IV-VI      | 1 ⁄3′ |     |
| 10.              | Klarinette        | 8′    | (B) |
| 11.              | Trompete          | 8′    |     |
|                  | Tremulant         |       |     |

| II Schwellwerk C–g3 |             |        |     |
| 12.                 | Doppelflöte | 8′     | (B) |
| 13.                 | Gedackt     | 8′     | (B) |
| 14.                 | Salicional  | 8′     |     |
| 15.                 | Prinzipal   | 4′     |     |
| 16.                 | Hohlflöte   | 4′     | (B) |
| 17.                 | Nasat       | 2 ⁄3′  |     |
| 18.                 | Querpfeife  | 2′     |     |
| 19.                 | Terz        | 1 3⁄5′ |     |
| 20.                 | Scharff IV  | 1 ⁄3′  |     |
| 21.                 | Dulcian     | 16′    |     |
| 22.                 | Oboe        | 8′     |     |
|                     | Tremulant   |        |     |

| Pedal C–f1 |                 |       |     |
| 23.        | Viol. Prinzipal | 16′   | (B) |
| 24.        | Subbaß          | 16′   | (B) |
| 25.        | Oktavbaß        | 8′    |     |
| 26.        | Gemshornbaß     | 8′    | (B) |
| 27.        | Choralbaß       | 4′    |     |
| 28.        | Hintersatz IV   | 2 ⁄3′ | (B) |
| 29.        | Posaune         | 16′   |     |
| 30.        | Trompete        | 8′    |     |

- Koppeln: II/I, I/P, II/P
- Spielhilfen: 2 × 64-fache Setzeranlage, Registercrescendo
- Anmerkung

(B) = Register aus der Vorgängerorgel

### Glocken

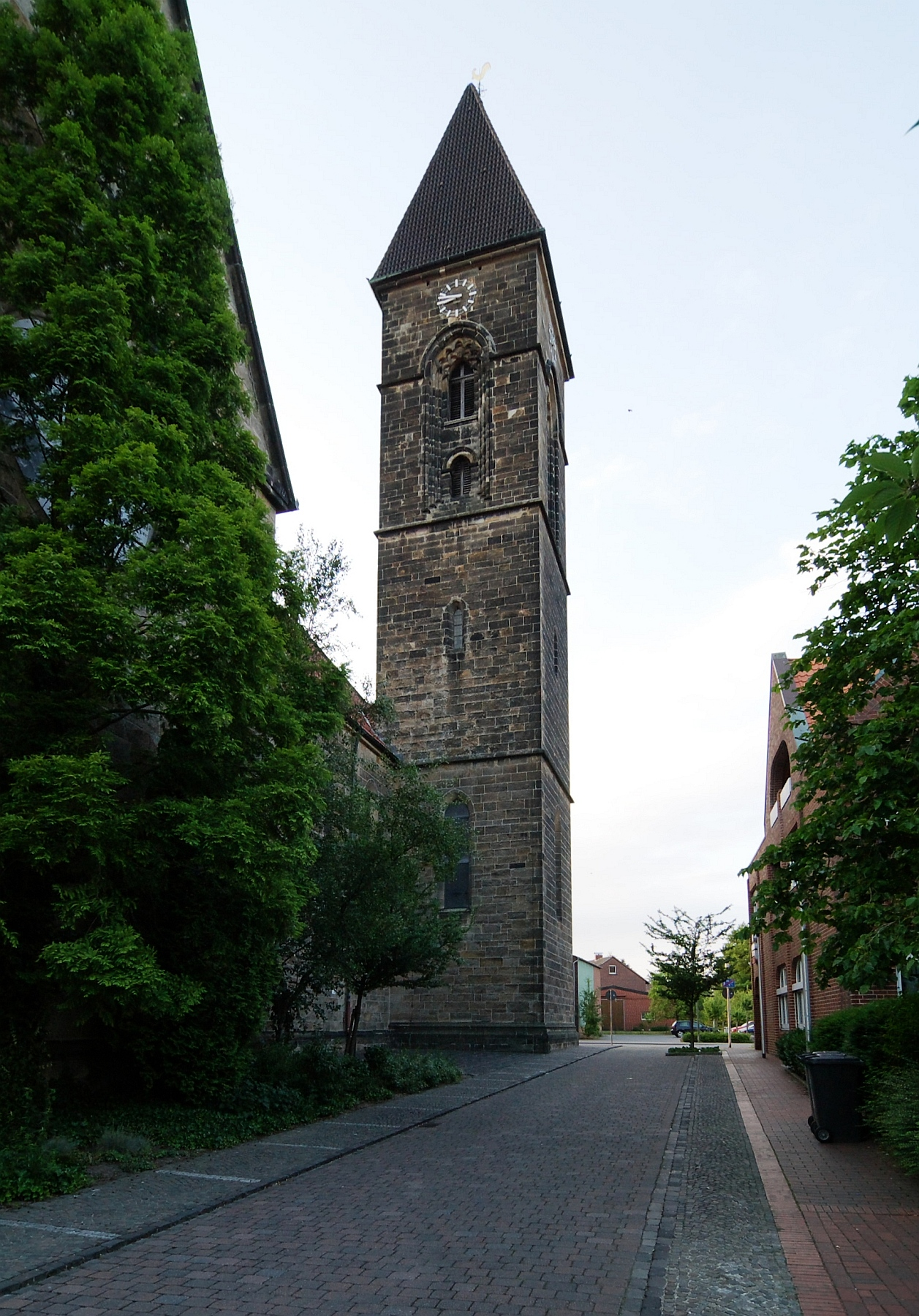
St. Stephanus, Turm.

Bis zum Jahre 1904 hingen im Turm der Stephanuskirche vier sehr alte, romanische Glocken, die aus dem 13. Jahrhundert stammten. Das Geläut aus zwei größeren und zwei kleineren Glocken zählte zusammen mit dem der Dome zu Minden und Münster zu den bedeutendsten Geläuten dieser Zeit in Westfalen und weit darüber hinaus; es gehörte in diesen Jahren zu den ältesten komplett erhaltenen Geläuten Westfalens. Die mittelalterlichen Glocken zeigen eine Glockenform, die zu Beginn des 13. Jahrhunderts entwickelt wurde. Erstmals seit Aufkommen derartig geformter Glocken war die Herstellung von Geläuten mit geordneter Tonfolge möglich. Diese Art der Glockenkonstruktion hat noch bis heute Gültigkeit.
Im Laufe der Zeit änderte sich das ursprünglich vierstimmige Geläut. Eine der kleineren Glocken wurde nicht mehr zum Läuten eingesetzt, sondern schlug außen am Turmhelm der alten Kirche hängend die Stunden.
1909 zersprang eine der größeren Glocken. Obwohl der Provinzialkonservator mehrfach auf die herausragende Bedeutung verwiesen hatte, wurden sie und eine weitere, kleine Glocke eingeschmolzen und umgegossen und auf diese Weise vernichtet. Damit existiert nur noch die Hälfte des damaligen Bestandes. Neben den durch Kriegseinwirkung entstandenen Einbußen an Glocken des 13. Jahrhunderts ist der teilweise Verlust des Bockumer Geläuts zu den schwersten und ärgerlichsten Verlusten innerhalb des westfälischen Glockenbestandes zu zählen, vor allem weil er klar vermeidbar gewesen wäre.
Die größere der beiden Glocken hing durchgängig als Läuteglocke im Turm. Sie trägt aus Wachsfäden modellierte Großbuchstaben (A M = Ave Maria), die frei von Hand geformt sind, außerdem mehrere Kreuze. Die Enden der Wachsfäden wurden zu kleinen Voluten gerollt. Beim Formen des Glockenmaterials sind allerdings einige Partien verdrückt oder sogar zerrissen worden. Die kleinere, inschriftslose Glocke hing ebenfalls jahrzehntelang im Turm, blieb aber lange Zeit unbenutzt. 1978 erinnerte man sich an die in Vergessenheit geratene kleine alte Glocke (Angelusglocke), schliff sie nach außen aufs blanke Metall glatt und beraubte sie ihrer Patina; die jahrhundertealte Patina und die originale Gusshaut sind dadurch für immer zerstört worden. Anschließend hängte man die Glocke in einen schmiedeeisernen Glockenträger im Chorraum. Als Sakristeiglocke zum Anschlagen läutete sie bis Ostern 2006 den Gottesdienst ein. Fachleute der Denkmalpflege legten der Kirchengemeinde immer wieder nahe, die Glocke wieder in den Kirchturm zu hängen. Ostern 2006 sorgten dann Spenden dafür, dass sie als fünfte Glocke wieder dem Geläut im Turm hinzugefügt werden konnte. Trotz der abgeschliffenen originalen Gusshaut hat sie noch immer ihren schönen, feinen Klang. Seit Ostern 2006 dient eine kleinere Glocke aus dem ehemaligen Marienstift als Sakristeiglocke.
Die beiden alten Glocken zählen damit zu den sechs Glocken des 13. Jahrhunderts, die auf dem heutigen Hammer Stadtgebiet noch vorhanden sind. Die übrigen hängen in St. Viktor in Herringen, in St. Regina in Rhynern, in der St.-Anna-Kapelle in Heessen und auf dem Torgebäude von Schloss Oberwerries.
1909 wurden zwei neue Glocken angeschafft. Zusammen mit der fis-Glocke aus dem 13. Jahrhundert bildeten sie das neue Geläut. Eine der beiden Glocken, die im Jahre 1909 von der Firma Schilling in Apolda gegossen wurden, fiel, ebenso wie ihre Nachfolgerin von 1928, der Enteignung in den Weltkriegen zum Opfer. 1942 ging dann auch die zweite Glocke von 1909 verloren. Erhalten geblieben sind damit die beiden alten Glocken aus dem 13. Jahrhundert, die in die Kategorie der unter allen Umständen zu erhaltenden Glocken eingereiht waren. Die beiden beschlagnahmten, 41 und 22 Zentner schweren Glocken wurden erst nach Kriegsende wieder ersetzt. Dabei kam der Gemeinde der Umstand zu Hilfe, dass die 1942 abgelieferten Glocken zwar zerschlagen, aber noch nicht eingeschmolzen waren. Das in eine Sammelstelle in Lünen verbrachte Bronzematerial wurde sichergestellt und für den Neuguss verwendet. Das fehlende Rohmaterial wurde durch die Bockumer angekauft, wobei die Kirchengemeinde die größte der neuen Glocken stiftete. Die zweite wurde von der Familie Portmann, die dritte von der Familie Schweins gestiftet.
1946 konnte das Geläut auf diese Weise durch Zuguss dreier Glocken am 5. September 1946 in Gescher wiederhergestellt werden. Am Christuskönigsfest (26. Oktober) wurden die neuen Glocken vor dem Portal der Kirche eingeweiht. Zwei von ihnen sind durch eine Stiftung finanzierte worden. Die alte erhaltene Glocke in fis bestimmte dabei die Töne der neuen Glocken. Eine kleinere wurde auf den Ton gis gestimmt, eine größere auf den Ton e, eine große auf den Ton cis.
Die kleinste Glocke trägt die Inschrift:

„Sancti XIV auxiliatores, intercedite pro nobis, ut mortem praeveniamus, iudicium pertineamus, inferum effugiamus, paradisum obtineamus. Anno 1946 dat. A familia Francisci Schweins
Heilige Nothelfer, helft uns, dass wird dem Tod zuvormen, im Gericht bestehen, wir der Hölle entgehen und das Paradies erlangen. Im Jahre 1946 gestiftet von Familie Franz Schweins.“

Die Inschrift der e-Glocke lautet:

„Beatae Mariae virgini, reginae pacis, dedita sum. Voco vos ad sacra - venite omnes. Voco gentes terrae ad pacem - estate unanimes. Voco christi fideles parochiae ad unitatem - diligite invicem. Anno 1946 dat. a familia Friderici Portmann
Ich bin der seligen Jungfrau Maria, der Königin des Friedens, geweiht. Ich rufe euch zum Gottesdienst - kommt alle. Ich rufe die Völker der Erde zu Fireden - steht einmütig zusammen. Ich rufe die treuen Christen unserer Pfarrkirche zur Einheit - habt gegenseitige Achtung. Im Jahre 1946 gestiftet von Familie Friedrich Portmann“

Auf der cis-Glocke heißt es schließlich:

„St. Stephano, huius parochiae Patrono, dedita sum. Deum verum laudo. Defunctos ploro. Festa decoro. In memoriam Johannis Wellekötter, parochi, + 11.10.1945 Anno 1946
Ich bin dem Hl. Stephanus, dem Patron dieser Pfarrkirche, geweiht. Ich lobe den wahren Gott. Ich beklage die Toten. Ich verkünde die Hochfeste. Im Gedächtnis an den Pfarrer Johannes Wellekötter, gestorben am 11.10.1945, im Jahr 1946.“

Auch am alten Turm von St. Stephanus gab es früher eine kleine Uhrglocke. Diese ist vermutlich mit der kleinen Glocke von 1678 identisch, die in den Listen zur Glockenerfassung von 1917/18 aufgeführt ist. Die Glocke ist heute nicht mehr vorhanden. Die Turmuhr der Kirche, ein wahrscheinlich aus der ersten Hälfte des zwanzigsten Jahrhunderts stammendes Werk der Firma Bernhard Vortmann aus Recklinghausen, ist mit einem freischwingenden Pendel ausgestattet und steht schon seit Jahren stillgelegt im Turm.
Heutiger Glockenbestand:
| Nr. | Name | Gussjahr | Gießer                  | Masse (kg, ca.) | Durchmesser (mm) | Schlagton (HT-1/16) |
| --- | ---- | -------- | ----------------------- | --------------- | ---------------- | ------------------- |
| 1   |      | 1946     | Petit & Gebr. Edelbrock | 2106            | 1504             | cis1 −5             |
| 2   |      | 1946     | Petit & Gebr. Edelbrock | 1219            | 1248             | e1 +7               |
| 3   |      | 13. Jhd. | unbekannt               | 750             | 1074             | fis1 −5             |
| 4   |      | 1946     | Petit & Gebr. Edelbrock | 598             | 988              | gis1 +7             |
| 5   |      | 13. Jhd. | unbekannt               | 190             | 609              | g2 +/-0             |

### Baumsärge
Wie damals allgemein üblich wurden die Toten der Gemeinde früher auf dem Kirchhof beerdigt. Erst später zwangen aus Hygienegründen ergangene staatliche Verordnungen die Verlegung der Friedhöfe in die Randbereiche der Gemeinde. Der Friedhof Bockum wurde 1875 an seiner heutigen Position angelegt und gehörte zunächst der Kirchengemeinde St. Stephanus. In den Folgejahren konnte er flächenmäßig vergrößert werden. Heute steht er als Kommunaler Friedhof unter der Verwaltung der Stadt Hamm.
Als 1906 die Fundamente der neuen Kirche ausgehoben wurden, fand man viele Hinterbliebenschaften des alten Friedhofs. Zu den beeindruckendsten gehören zwei Baumsärge. Ihre Form und das Fehlen von Grabbeigaben deuten darauf hin, dass sie christlichen Begräbnissen des 9. oder 10. Jahrhunderts entstammen. Dies gilt heute als Beweis, dass der Kirchenstandort in Bockum sehr alt ist und die Gründung wahrscheinlich tatsächlich dem Heiligen Liudger zugeschrieben werden kann.
In einem der Särge fand man Reste eines Skeletts, und zwar einen Schädel ohne Unterkiefer, Knochen vom linken und rechten Ober- und Unterschenkel sowie das Bruchstück eines Beckenknochens. Der Sarg hatte 17 + 27,5 cm Höhe, 2,225 m Länge und 46 cm Breite. In dem anderen Sarg wurde der Deckel nur stückweise aufgefunden, Knochenreste gab es keine. In beiden Särgen war die Kopflage besonders ausgehöhlt. Der Kirchenvorstand ersucht die Erlaubnis, die Särge zur Finanzierung des Kirchenneubaus verkaufen zu dürfen, was ihm auch gewährt wurde.
Im April 1907 entschloss sich das Museum für Völkerkunde in Berlin, den besser erhaltenen Sarg samt Skelettknochen und Schädelresten für 125,20 Reichs-Mark anzukaufen. Davon entfielen 25,20 RM auf die Kosten für Schutzkiste und Fracht. Der Sarg ging dann im Zweiten Weltkrieg verloren. Der zweite Sarg gehört noch heute zum Bestand des Städtischen Gustav-Lübcke-Museums Hamm. Diese muss ihn wegen seines Zustandes jedoch in einer bestimmten Atmosphäre halten und kann ihn folglich nicht ausstellen. Der Versuch einer Dendro-Datierung blieb ergebnislos. Parallelen zu ähnlichen Funden in Rhynern legen jedoch eine frühmittelalterliche Zeitstellung nahe: Ein in der St. Regina-Kirche in Rhyern getätigter Fund bei Bauarbeiten an den Fundamenten im Jahre 1958, der ebenfalls im Gustav-Lübcke-Museum gelagert wird, wurde dendrochronologisch untersucht. Es ergab sich, dass der Eichenstamm etwa 935 nach Christus gefällt worden sein muss. In Rhyern stand folglich im 10. Jahrhundert bereits eine Kirche.

## Sonstiges Gemeindeleben

### Vikarie
Die Errichtung der ersten Vikarie in Bockum wird durch eine Urkunde vom 11. September 1700 dokumentiert:

„Fundation der Vikarie B. M. V. in Bockum
Fürstbischof Friedrich Christian von Plettenberg gehemigt die Stiftung der Vikarie Beatae Mariae Virginis in Bockum durch den weiland Gräflichen Hofkaplan zu Rietberg Ernst Rohtvos, jetzt durch dessen Exekutor Caspar Rohtvos, Pastor zu Rietberg. Die Vikarie soll als Familienvikarie des Heidenreich Rohtvos und dessen Nachkommen eingerichtet werden. Zur Ausstattung gehören: an Liegenschaften: eine Weide, gen. Ossenkamp, beim Haus Torck an der Lippe gelegen, bringt an Einkünften jährlich 32 Rtlr., abgeschätzt zu 80 Rtlr., drei Morgen Landes auf dem Thye bei Werne, bringt an Einkünften jährlich 3 Rtlr., geschätzt auf 60 Rtlr., an Obligationen: 14 Obligationen verschiedener Herkunft, zusammen im Werte von 3150 Rtlr. und 25 Groschen. Das Patronatsrecht über die Vikaria steht bei dem Hause Heeßen. Die Pflichten des Vikars sind: er hat an Sonn- und Festtagen die Frühmesse und wöchentlich an zwei Tagen je eine Muttergottesmesse für die Lebenden und für die Verstorbenen zu lesen. Seelsorgerische Pflichten obliegen ihm nicht, nur an den Hochfesten des Jahres muß er bei der Einteilung und einhaltung des kirchlichen Stundengebetes dabei sein und an Sonn- und Festtagen das Evangelium nebst einer kleinen viertelstündigen Predigt vortragen. Ferner hat er an diesen Tagen die Chorpräsenzpflicht. Als Vikare könen nur Mitglieder der Familie Heidenreich Rohtvos in gerader Linie präsentiert werden. Wenn keine Prätendenten vorhanden sind, steht die Vikarie zur freien Verfügung des Patrons.“

In einer weiteren Urkunde vom 26. November 1949 heißt es:

„Besitzergreifung des investierten Vikars, Ernst Caspar Roitvoss, von Altar und Behausung der Vikarie B. M. V. in Bockum. Tritt die Nachfolge des verstorbenen Vikars Henrich Brune an.“

Die heutige sogenannte „Alte Vikarie“ wurde 1800 an der Schultenstraße gebaut. Das Grundstück hatte bis dahin zum Hof Schulze-Blasum gehört und grenzte an das Pastorat an. Die „neue Vikarie“ an der Schultenstraße ist 1912 erbaut worden.

### Michaelskapelle
Die Michaelskapelle stand zwischen 1708 und 1977 an der heutigen Ecke Hammer Straße/Stockumer Straße.

### Marienstift und Kita St. Marien

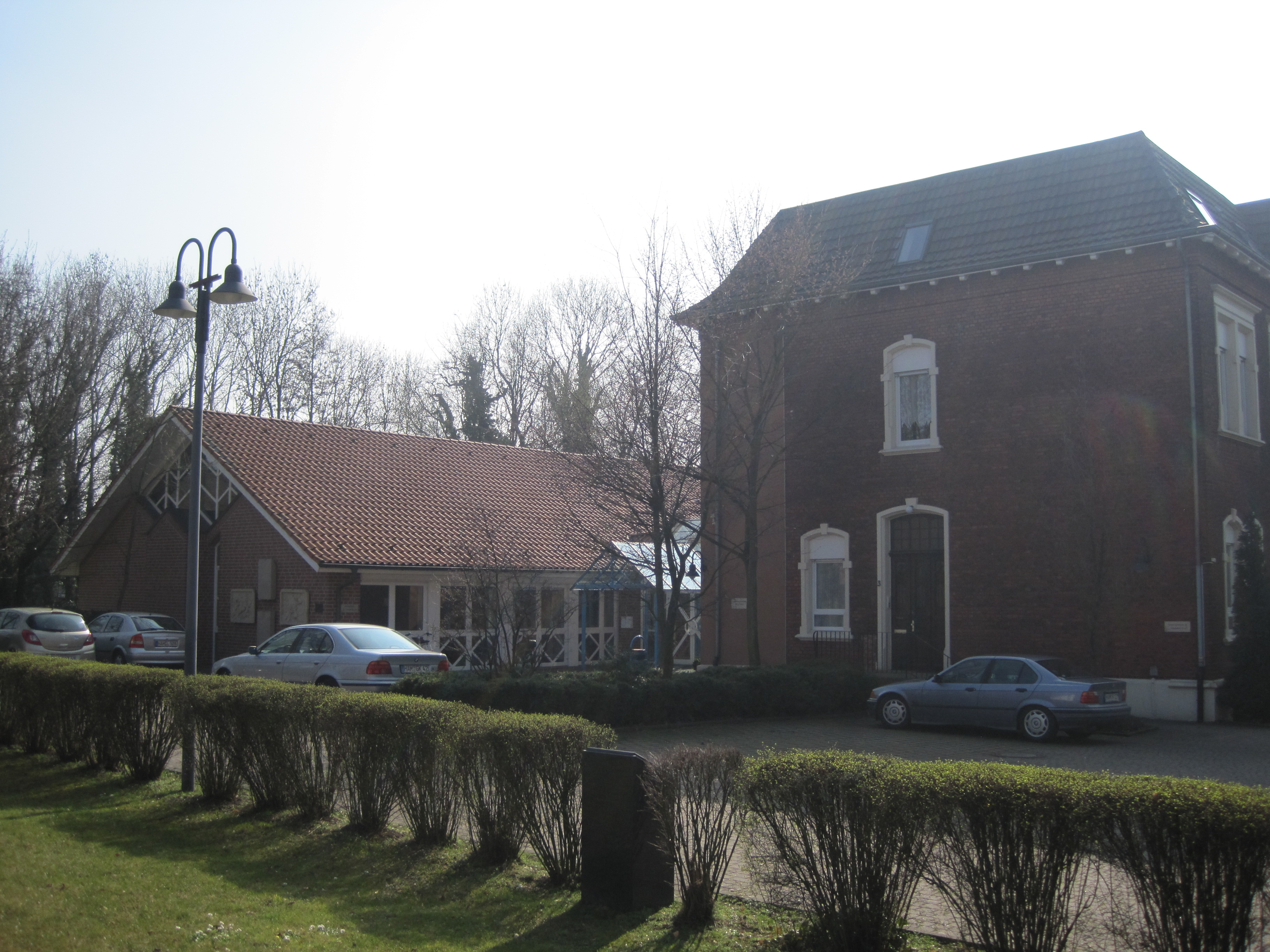
Der 1981 im ehemaligen Marienstift eingerichtete Pfarrsaal musste im Juni 1991 aufgegeben werden. Nach seinem Umbau bezog die Zentralrendantur die neuen Räume. Ohne die Aufgabe des Pfarrsaales wäre der geplante Neubau des links auf dem Bild dargestellten Pfarrheims an der Dörholtstraße nicht genehmigt worden. Der Bau erfolgte 1992/1993; am 3. Juli 1993 wurde das Pfarrheim eingeweiht.

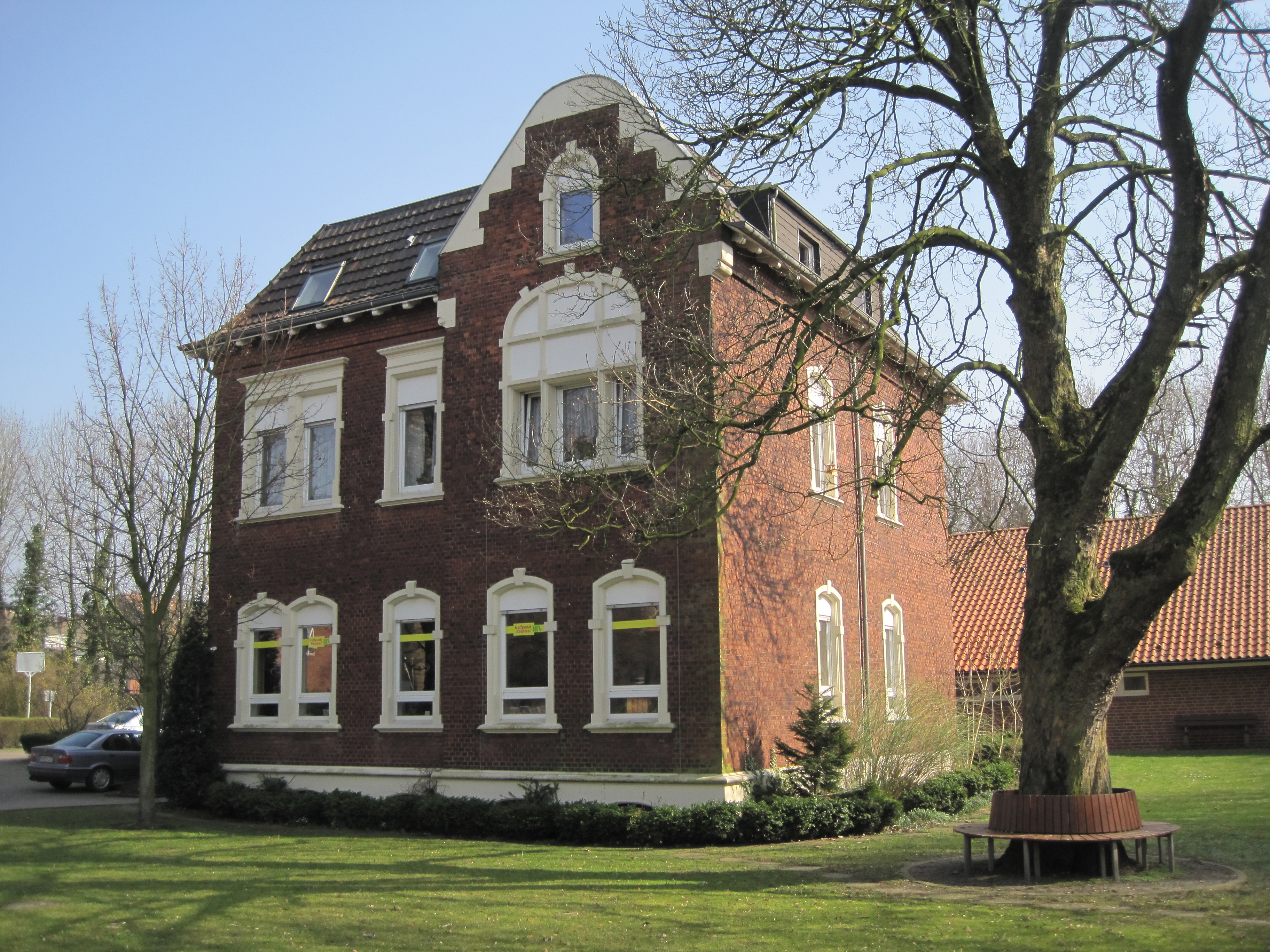
Das Gebäude der Altenbegegnungsstätte neben dem Pfarrheim enthält heute auch die Bücherei.

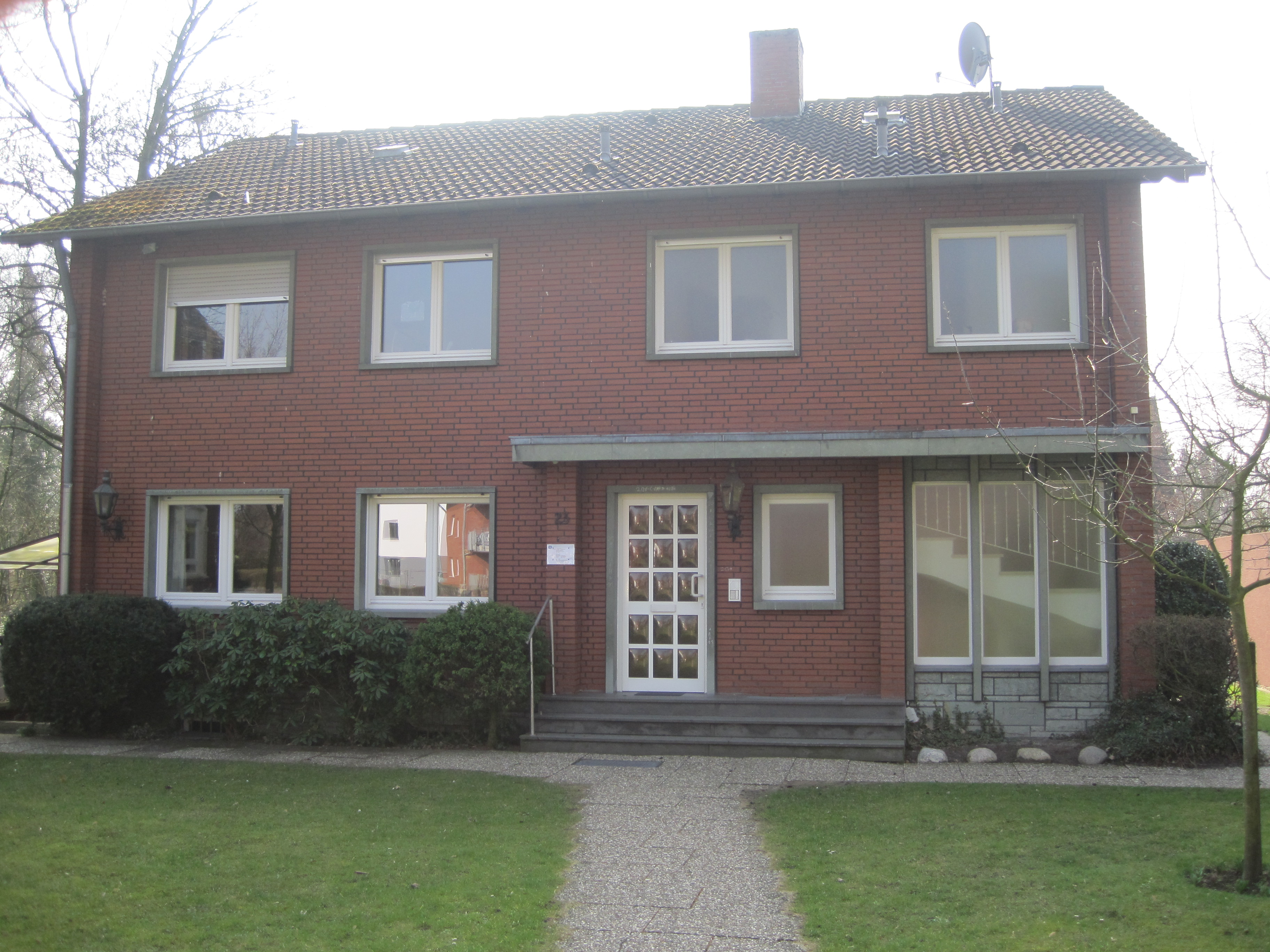
Pfarrbüro

Das Marienstift ist eine zur Kirchengemeinde gehörende Niederlassung für katholische Ordensschwestern. Die Kita St. Marien gehörte einst zum Marienstift, ist jedoch 1982 als separate Institution in einen Neubau umgezogen.

### St.-Ida-Kindergarten
Die Gründung des St.-Ida-Kindergartens an der Karwinkelstraße wurde durch Pfarrer Rekers (1946–1960) veranlasst. Der Bau begann im Herbst des Jahres 1948. Nach der Währungsreform fehlte es an Geld und Baumaterial, so dass das Gebäude unter äußerst schwierigen Umständen entstand. Am 12. Februar 1951 konnte der Kindergarten eingeweiht und eröffnet werde.
Zum 1. Januar 1988 wurde die Kindertageseinrichtung St. Ida, die zum Hort umgebaut worden war, an den Caritasverband Hamm übergeben und zum 11. Juni 1988 eingeweiht.

### Bücherei
Auf Initiative des Erzbischofs und Kardinals Karl Borromäus bildete sich 1850 in Bonn eine katholische Buchgemeinschaft, der Borromäusverein. Er verfolgte das Ziel, Pfarrbücherein zur Erwachsenenbildung ins Leben zu rufen. In einem Hirtenbrief von 1850 riefen die Bischöfe dazu auf, in den Pfarreien eigene Borromäusvereine zu gründen, um das Medium Buch zur Ergänzung der Seelsorge zu verwenden. Entsprechend wurde 1851 unter Pfarrer Homann der Borromäusverein in Bockum gegründet. Mitglieder hatten einen Jahresbeitrag von zwei Talern zu verzeichnen, wobei für das Gründungsjahr elf Taler verzeichnet sind. Bis 1907 erhöhte sich die Summe der Beitragszahlungen auf 147 Mark. Vikar Iserloh wurde der Präses der Bücherei.
1912 wurde dann die neue Vikarie gebaut. Dies schuf die Möglichkeit, die Bücherei in den Räumen der alten Vikarie unterzubringen. Dort blieb sie bis 1993. Danach zog sie vom alten Pastorat in das neue Pfarrheim um. In der Zeit der Weimarer Republik bemühte man sich, den Borromäusbüchereien die Anerkennung als öffentliche Büchereien zu verschaffen. Dies wurde zwar nicht vollständig realisiert, allerdings erhielten viele Büchereien, darunter auch die Bockumer, Zuschüsse seitens des Staates. Ab 1933 strich das Reichserziehungsministerium dann dem Borromäusverein die Zuschüsse.
1935 erging ein Erlass, nach dem Bücher nur noch an Mitglieder ausgegeben werden durften. Fortan nannte man die Bücherei „Katholische Pfarrbücherei“. Lehrerin Husemann wurde gezwungen, die Bücherei aufzugeben. Als Staatsbedienstete war ihr jede Tätigkeit in kirchlichen Vereinen untersagt worden. Deshalb übernahm ihre Haushälterin, Frau Merschieber, für viele Jahre die Leitung. Fritz Aperdannier, der seit 1942 in der Gemeindeverwaltung Bockum-Hövel tätig war, wurde von Bürgermeister Held unter Druck gesetzt, weil er als Helfer in der Pfarrbücherei mitwirkte. Er solle seinen Job in der Bücherei der St. Stephanusgemeinde aufgeben und sich in der NS-gelenkten Bücherei der Gemeinde Bockum-Hövel anmelden. Jedoch befolgte er die Anweisung nicht.
Ab 1940 durften nur noch religiöse Bücher ausgegeben werden. Es erfolgte eine Auflistung der Buchbestände; die Liste wurde anschließend durch das Bistum geprüft und die ausleihbaren Bücher genehmigt. 1941 übermittelte das Bistum den Prüfbericht an die Geheime Staatspolizei und meldete, es seien nur noch religiöse Bücher in der Pfarrbücherei geführt.
Nach dem Ende des Naziregimes und des Zweiten Weltkrieges wurde die Bücherei 1948 neu eröffnet. Auch bistumsweit fand eine Verbreiterung des Buchangebots statt. 1952 führte die katholische Bücherei in Zusammenarbeit mit der Buchhandlung Poertgen aus Münster erstmals am Buchsonntag eine Buchausstellung durch.
1965 hatte die Bücherei bereits 94 Mitglieder. Diese leisteten einen Jahresbeitrag von insgesamt 736 DM. 1973 wurde die Bücherei in „Volks- und Jugendbücherei“ umbenannt. Sie hatte eine Größe von 136 Lesern und etwa 3000 Medien. Gegenwärtig verfügt die KÖB (Katholische Öffentliche Bücherei) über Spiele, Tonträger und ein vielfältiges Angebot an Sachbüchern, Belletristik, Kinder- und Jugendbüchern für alle Altersgruppen, die kostenlos ausgeliehen werden können.

### Kirchenchor Cäcilia
Der Kirchenchor Cäcilia wurde 1880 durch zwanzig Bockumer Männer gegründet. Chorleiter war bis 1906 der Lehrer Hülsmann, sein Nachfolger wurde bis 1915 der Lehrer Dumbrock. Ab 1916 übernahm dann Küster und Organist Anton Strohbücker diese Aufgabe. Als dieser 1931 starb, wurde sein Neffe Theodor Strohbücker Organist und Chorleiter. Seit 1946 ist Cäcilia ein gemischter Chor. Dazu wurde die Gesangsabteilung der Jungfrauenkongregation in die Chorgemeinschaft integriert.
1950 erfolgte die Gründung der Chorschola. Diese besteht noch heute aus zehn Sängern und steht unter der Leitung von Josef Splithöfer. 1978 legte Chorleiter Strohbücker sein Amt aus gesundheitlichen Gründen nieder. 1979 wurde die Chorleitung dann durch Chordirektor Bernhard Goms aus Hamm übernommen. Dieser starb am 9. April 2000, womit das Amt an Kantor Rudolf Helmes überging. Als Heilig-Geist eine hauptamtliche Kirchenmusikerstelle einrichtete, verzichtete Helmes auf eine Bewerbung auf diese Position. Seine Nachfolgerin wurde 2007 die Kirchenmusikerin Frau Susanne Langer. Seit Juli 2009 wird der Chor von der Diplom-Kirchenmusikerin Franziska Hevicke geleitet.
Der Kirchenchor hatte in seinen besten Zeiten über 80 aktive Mitglieder. Am 21. Mai 2006 wurde ihm die Zelter-Plakette verliehen. Diese wurde 1956 vom Bundespräsidenten Theodor Heuss gestiftet. Sie dient als Auszeichnung für Chorvereinigungen, die sich in langjährigem Wirken besondere Verdienste um die Pflege der Chormusik und des deutschen Volksliedes und damit um die Förderung des kulturellen Lebens erworben haben und wird frühestens zum 100-jährigen Bestehen eines Chores verliehen.
Neben dem Kirchenchor gibt es in Heilig-Geist zahlreiche weitere Musikgruppen, darunter Kinderchor, Jugendchor, Bläserensemble, Schola, HeiligGeistBand und Projektchor.

### Frauengemeinschaft St. Stephanus
Bischof Hermann genehmigte am 19. Januar 1904 die Statuten des „Verein christlicher Mütter“ in Bockum. Die Gemeinschaft wechselte im Laufe der Jahre mehrfach ihren Namen:
- Verein christlicher Mütter – Mütterverein
- Gemeinschaft katholischer Frauen und Mütter
- Katholische Frauengemeinschaft Deutschland (kfd)

1976 wurde durch Ruth Nägeler die Bastelgruppe der kfd gegründet. Drei Jahre später kam die Bastelgruppe des Dienstagskreises hinzu. Über dreißig Jahre hinweg wurden über 110.000 Euro erarbeitet. Diese wurden als Spendengelder verwendet oder für die Gemeindearbeit genutzt. Die Statuen „Madonna“ und „Guter Hirt“, die Polsterung der Kirchenbänke, Messgewänder und Messdienergewänder sowie das Geschirr im Pfarrheim wurden mit Hilfe dieser Gelder angeschafft.
Die Gruppe widmet sich religiöser Weiterbildung und Glaubensgesprächen sowie einem Frauengottesdienst an jedem ersten Dienstag im Monat. Außerdem gestaltet man kfd-Kreuzweg, Mai- und Rosenkranzandachten. Am 15. August, dem Fest Mariä Himmelfahrt, wird ein Gottesdienst mit Kräuterweihe abgehalten. Im Januar wird mit dem benachbarten evangelischen Katharina-Luther-Zentrum ein ökumenisches Friedensgebiet durchgeführt. Am jeweils ersten Freitag im März begeht die Gruppe den Weltgebetstag der Frauen unter Beteiligung von acht Gemeinden aus Bockum-Hövel.

### Katholischer Arbeiter- und Knappenverein KAB
Am 25. Mai 1907 wurde im Lokal Schütte, der heutigen Sparkasse Hamm neben der Kirche, durch 78 katholische Männer der „Katholische Arbeiter- und Knappenverein Bockum“ gegründet. Noch am selben Abend bildete man einen Vorstand. Dabei wurde August Höving zum Vorsitzenden und Bernhard Hölscher zum ersten Kassierer gewählt. Hölscher bekleidete das Amt zwanzig Jahre lang, bis er am 29. Dezember 1927 starb. Weiter Vorstandsmitglieder waren Wilhelm Portmann, Heinrich Rüller, Johann Striepens und Theodor Diekmann. Der Bischof bestimmte Vikar Iserloh zum ersten Präses (ab 1924 dann Vikar Johannes Wellkötter) und Theodor Heckmann zum Vizepräses.
1934 teilte sich der Verein in die beiden Vereine St. Stephanus und Herz Jesu. Die KAB widmete sich Vorträgen und Schulungskursen, führte Theaterstücke auf, feierte aber auch Feste. So gestaltete sie das Pfarrfamilienfest als Waldfest bei Langerbein.
1935 erging ein Vereinsverbot durch die Gestapo, so dass der Pfarrer im September 1935 von der Kanzel verkünden musste, dass der Verein aufgelöst und das Vereinsvermögen und die Fahne beschlagnahmt worden seien. Nach Auskunft des Vorsitzenden der KAB St. Stephanus, Eduard Rump, wurde die Bockumer Gründungsfahne mit Hammer, Säge und Zange von der Polizei aus dem Sakristeischrank geholt und nie wieder aufgefunden. Auch wurden alle Unterlagen aus der Zeit vor 1935 von der Gestapo beschlagnahmt und vernichtet.

### Caritas
Caritas gehörte stets zu den ureigensten Aufgaben der christlichen Gemeinden. So versuchte die Caritas Bockum die Not zu lindern, als das Grubenunglück 1908 auf der Zeche Radbod ab dem 12. November 350 Tote forderte. Ebenso setzte sie sich für die Hinterbliebenen des Ersten Weltkriegs ein.
Erste schriftliche Aufzeichnungen sind aus dem Jahr 1935 erhalten. Dort werden Lehrerinnen als Vorsitzende des „Elisabeth-Vereins“ und des katholischen Fürsorgevereins genannt. Der Verein wurde dann später in „Caritas Verein“ bzw. „Caritas Helferkreis“ umbenannt.
1951 kam Maria Feller als katholische Fürsorgerin für die vier katholischen Gemeinden nach Bockum-Hövel. Sie fand in Christine Scheidsteger, damals Vorsitzende des Müttervereins, eine Ansprechpartnerin, um in persönlichen Notlagen zu beraten und zu helfen.
1978 erklärte sich Ria Langerbein zum Aufbau einer Caritasgruppe bereit. In diesem Jahr begann Longina Heckmann mit dem Krankenbesuchsdienst; sie übte ihn zehn Jahre lang aus. Heute wird der Krankenhausdienst in allen Hammer Krankenanstalten durch die „Caritas Konferenz“ durchgeführt. 1979 gründete Ria Langerbein dann die „Nachbarschaftshilfe“. Deren Mitarbeiter waren Maria Meiertoberend, Else Dieckmann, Lene Frey und Elsbeth Bachtrop. Ria Langerbein übernahm dabei die Einzelfallhilfe und kümmerte sich vor allem um Spätaussiedler und Migranten. Gegenwärtig besuchen über zwanzig Helfer des „Hausbesuchsdienstes“ mindestens zweimal jährlich über 150 ältere bzw. erkrankte Gemeindemitglieder.
Um 1980 baute Pater Christoph das Möbellager auf. 1985 boten drei Frauen jeden Dienstagmorgen ein Frühstück für Bewohner der Wittekindssiedlung an. Zunächst fand es in den Räumen des St.-Ida-Kindergartens statt, später dann im „Bewohnertreff Am Frienbusch“. Das Frühstück wird bis heute an jedem Dienstagmorgen durch vier Frauen angeboten. Anfang 1988 gab Rita Langerbein alle Unterlagen an Elsbeth Bachtrop weiter und zog sich aus gesundheitlichen Gründen zurück.
1992 wählt man einen ersten Vorstand, wie es der Diözesan-Caritasverband empfohlen hatte. Mitglieder waren Mia Aperdannier, Margret Formann und Elsbeth Bachtrop. Sie galten als gleichberechtigte Sprecherinnen, während Elisabeth Gräwe und Birgit Hentrey zu Beisitzerinnen wurden.
Dank freiwilliger Helfer aus der Gemeinde konnte 1994 nach Eröffnung der Armenküche die Caritas in die Essensausgabe eingebunden werden. Ab 1995 gibt es eine ökumenische Kleiderkammer im Pfarrhaus, außerdem den Familienkreis „Menschen mit Behinderungen“.
2002 wurden dann die Sozialberatung „Zum offenen Ohr“ und der Besuchskreis im Ludgeristift Bockum etabliert. In Verbindung mit der Stadt wurde im monatlichen Wechsel mit der Gemeinde Christus König das Seniorenfrühstück installiert.
Zur Herstellung eines einheitlichen Sprachgebrauchs in Dekanat und Diözese wurde der Helferkreis am 18. Februar 1899 in „Caritas Konferenz“ umbenannt. Diese hat gegenwärtig ca. 60 Mitarbeiter inklusive der Straßensammlerinnen.

## Personen

### Pfarrer
- 1325: Deboldus, plebanus in Bochem
- 1395: Gherd von Hevell, kercher to Bochem
- 1404: Evert Hiehues
- 1454: Berndt Niehuise, pastorm tho Bochem
- 1477/1482/1494 +: Gerit (Coerde) Vonhove (Vunnchove)
- um 1500: Gerhard Loer
- 1569–1604: Adam Kennemann
- 1605–1643: Heinrich von Werne
- 1643–1656: Johann Tebetmann
- 1656–1699: Jodocus von Cölln
- 1700–1746: Theodor Hermann Schreiner
- 1745–1755: Johann Caspar Brenschede
- 1755–1769: Hermann Otto Heckmann
- 1770–1797: Jodocus Hermann Brecking
- 1797–1836: Joseph Kumann
- 1836–1884: Bernhard Homann
- 1884–1901: Heinrich Rolff
- 1901–1920: Bernhard Weckedorf (* 10. Dezember 1858 in Herbern, † 2. Februar 1952 in Telgte)
- 1920–1931: Bernhard Iserloh (* 27. Januar 1971 in Münster, † 15. Januar 1931 in Bockum)
- 1931–1943: Joseph Kloster (* 3. August 1879 in Gescher, † 5. April 1943 in Bockum)
- 1943–1945: Johannes Wellekötter (* 7. März 1889 in Wessum, † 11. Oktober 1945 in Bockum)
- 1946–1960: Hermann Rekers (* 18. Januar 1891 in Spelle, † 17. Januar 1960 in Bockum)
- 1960–1975: Franz Fischedick (* 11. Oktober 1910 in Bottrop, † 26. Mai 1995 in Bockum)
- 1975–1994: Georg Gerken (* 6. August 1928 in Lünen)
- 1994–2000: Werner Sundermann (* 3. Januar 1939 in Borghorst)
- 2001 bis November 2007: Johannes Werges (* 1. Mai 1963 in Gronau)
- 2006–2008: Pfarrer Stefan Peitzmann, Leiter der neu gebildeten Pfarrei Heilig Geist
- 2008–2009: Pfarrer Norbert Weidemann und Pfarrer Christoph Theberat, zuständig für die Pfarrei Heilig Geist
- Juli 2009 bis Februar 2010: Pfarrer Dr. Ziegler, Pfarrverwalter für die Pfarrei Heilig Geist
- seit Februar 2010: Pfarrverwaltung durch Pfarrer Heinrich Innig
- seit 11. September 2011: Ludger Jonas

### Vikare
- 1701–1720: Ernst Roitvoss
- 1721–1749: Caspar Heinrich Brune
- 1749–1789: Ernst Caspar Roitvoss
- 1790–1799: Wilhelm Christian Roitvoss
- 1799–1849: Jodocus Hermann Franz Goswin Strobandt
- 1849–1854: Anton Caspar Kohues
- 1854–1859: Wilhelm Ludwig Stroetmann
- 1859–1871: Ignaz Varendorf
- 1871–1879: Bernhard Bomke
- 1879–1885: Engelbert Heinrichs
- 1885–1893: Stelle unbesetzt
- 1893–1899: Anton Möllers
- 1899–1905: August Dinkelborg (* 13. Januar 1866 in Epe)
- 1905–1913: Bernhard Iserloh (* 27. Januar 1871 in Münster)
- 1913–1919: Gerhard Borchers (* 31. März 1875 in Darfeld)
- 1919–1924: Johannes Quiel (* 5. Mai 1891 in Münster)
- 1924–1928: Johannes Wellekötter (* 7. März 1889 in Wessum)
- 1928–1935: Hermann Depenbrock (* 3. Mai 1896 in Nienborg)
- 1935–1936: Hermann Blanke (* 25. Januar 1899 in Stadtlohn)
- 1936–1939: Hermann Niehaves (* 26. Mai 1891 in Rhedebrügge)
- 1939–1947: Heinrich Meyer (* 8. August 1910 in Keppeln); Pater Schumann, Pater Schauf, Fritz Strubbe als Vertreter für den eingezogenen Heinrich Meyer.
- 11. August 1943 bis 19. Dezember 1945: Franz Kötters als Vertreter und Pfarrkurat.
- 1947–1949: Franz Sprockamp (* 4. Juni 1912 in Bottrop)
- 1949–1950: Konrad Breitenstein (* 20. August 1903 in Niedersprockhövel)
- 1950–1954: Josef Kleinebrink (* 6. April 1905 in Bottrop)
- 1955–1961: Ludwig Ebbing (* 11. November 1910 in Münster)
- 1961–1966: Aloys Hernbrock (* 14. November 1930 in Mesum)
- 1963–1966: Josef Groll (16. April 1928 in Recklinghausen)
- 1966–1970: Otto Goeke (* 21. Mai 1938 in Halverde)